# Histoire de la culture du coton
Jusqu'à la fin du XVIIIe siècle, la culture du coton était l'affaire de l'Asie, surtout de l'Inde, qui vendait depuis des siècles des filés de coton déjà colorés, très recherchés en Europe.

## Avant la révolution industrielle

### Origines indiennes anciennes
Cultivé dans de nombreux pays chauds pour les fibres qui entourent les graines à maturité du fruit, le coton se trouve à l'état sauvage sous la forme d'une trentaine d'espèces, qui ne donnent finalement que quatre espèces cultivées : Gossypium arboreum, Gossypium herbaceum (coton dit indien à fibres épaisses et courtes), Gossypium barbadense (coton égyptien à fibres longues et fines) et Gossypium hirsutum, l'espèce la plus couramment cultivée à fibres de taille moyenne.
Le premier mot à désigner le coton, dans la version en hébreu de la Bible, dans le Livre d'Esther, est celui du vieux-sanskrit Karpasi, qui donnera plus tard Kapas ou Karpas, terme resté pour désigner le coton-graine en Inde et en Indonésie.
Les Grecs trouvent le coton en Inde, selon les écrits d'Hérodote : « Les Indiens ont une sorte de plante qui produit, au lieu de fruits, de la laine plus belle et plus douce que celle des moutons ; ils en font leurs vêtements ». L'historien avait auparavant parcouru, au Ve siècle av. J.-C., l'Égypte et l'Asie de l'Ouest, sans y voir de coton.
Strabon découvre du coton plus proche, quelques années avant notre ère, à l'entrée du golfe Persique. Pline l'Ancien le décrit ensuite sous les noms de xylon et de gossypion, comme l'une des productions de l'Arabie et de la Haute-Égypte, en précisant que les vêtements des prêtres égyptiens étaient confectionnés en coton.
Au premier siècle de notre ère, le commerce d'étoffes indiennes, jusque-là limité à l'Asie occidentale, se déplace vers l'Ouest de la Méditerranée. En même temps, la culture de la plante et la filature du coton se répandent hors de l'Inde vers la Perse et l'Arménie, où elles sont florissantes au XIIIe siècle. Parallèlement, les Arabes propagent cette culture en Afrique, à mesure que leur conquête s'y étend.

### Coton de la Guadeloupe, en expansion en 1770

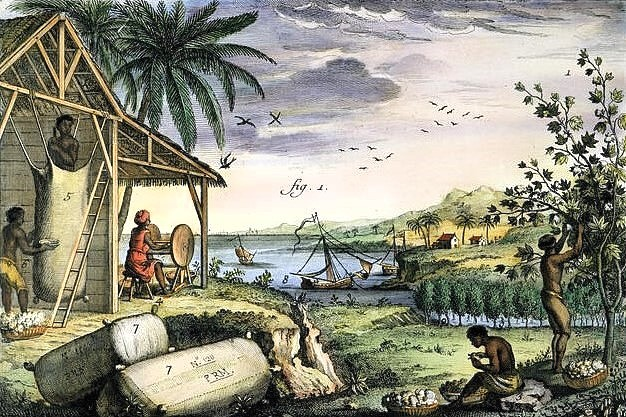
Esclaves cultivant et récoltant le coton dans les Antilles, 1751.

Très tôt, le coton a compté parmi les premières cultures de la Guadeloupe. Dès 1639, le tabac disparaissait de la scène, remplacé par l'indigo et le coton, qui devaient eux-mêmes, quelques années plus tard, s'effacer devant la culture reine des Antilles, celle de la canne à sucre, mais le coton revient au siècle suivant : il y a environ 6 311 hectares de coton cultivés en Guadeloupe en 1785, à la suite d'un certain succès de cette culture après 1760. La culture du coton a été tentée à La Désirade, mais a échoué pour des raisons étrangères à l'agriculture. Au début du XXe siècle, les agronomes ont estimé qu'il faudrait, pour reprendre cette exportation de façon sérieuse, éliminer complètement les cotons indigènes les plus abâtardis, afin d'éviter qu'ils ne détériorent les variétés importées.

### Histoire des indiennes de coton

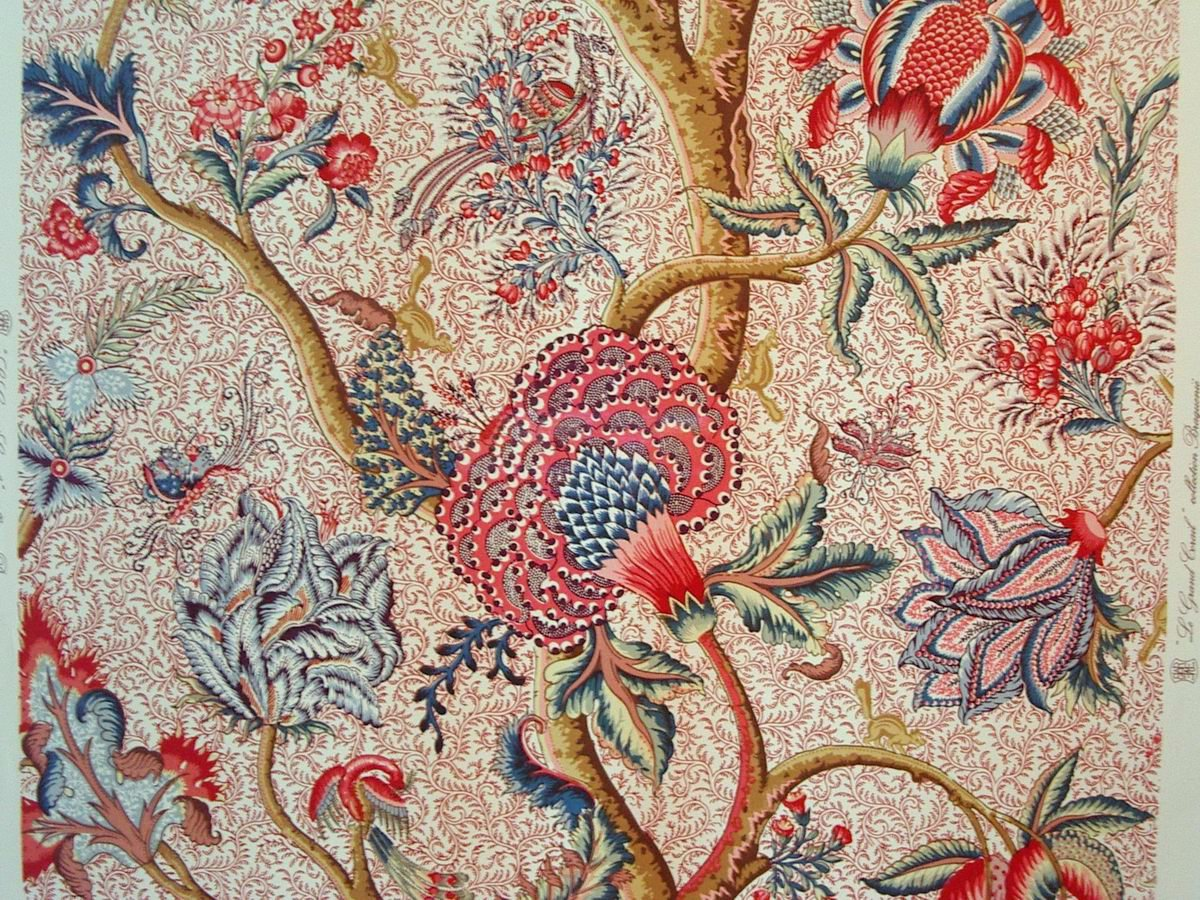
Indienne, musée du textile de Wesserling, Alsace.

Dans le Sud des États-Unis et aux Antilles, le coton a d'abord coexisté avec le tabac et le riz, mais cultivé dans des quantités très marginales. La demande européenne est encore modeste et le coton d'Asie y suffit.
À partir des années 1730 à 1740[réf. souhaitée], l'histoire des indiennes de coton en Europe s'accélère. L'Europe s'entiche de ces tissus légers et doux, moins chers que la soie et plus faciles à colorer, grâce aux procédés d'impression. Leur succès stimule la recherche de l'indigo, de la garance et autres plantes tinctoriales.
La production des indiennes, d'abord localisée en Inde, puis en Suisse depuis la fin des années 1690, arrive en 1746 en Alsace et 1750 en France. Symbole de cette évolution, la famille suisse de Pourtalès a installé à Nantes en 1754 une succursale pour écouler ses indiennes vers le Nouveau-Monde, où les tissus légers en coton font fureur. Pour remplir ses bateaux au retour, elle développe la culture du coton sur l'île de Saint-Domingue, où les colons français ont introduit les premiers plants de coton vers 1740. Peu à peu, les plantations de coton s'étendent, pour répondre à la forte demande européenne.

### Montée en puissance de Saint-Domingue de 1764 à 1789
Saint-Domingue, commença la culture du cotonnier dans la région de l'Artibonite et la plaine des Gonaïves, trop sèches pour le sucre. La guerre de Sept Ans (1757-1764) donne un coup de frein au développement du coton. Les vainqueurs anglais s'en inquiètent lors du traité de Paris de 1763 : ils laissent la France conserver Saint-Domingue, principale source d'approvisionnement potentielle des anglais.
Les députés anglais préfèrent affaiblir, en les taxant, les importations de sucre français alimentant les fabriques de rhum de la Nouvelle-Angleterre, car ils sentent les prémices de la guerre d'indépendance. L'Angleterre vote le Sugar Act de 1764, qui toilette le Sugar and Molasses Act de 1733 : la fiscalité est durcie sur les importations de sucre, alors que le coton est volontairement épargné, incitant les grands négociants anglais à capter la production de Saint-Domingue. Le coton français est importé le plus souvent via une escale à la Jamaïque anglaise, pour alimenter les premières usines de Manchester. Plus fin que celui de la Jamaïque, le coton de Siam blanc de Saint-Domingue a une rentabilité plus élevée, 24 % contre 14 % et les planteurs s'intéressent au coton de Sainte-Marthe.
Les trente années qui suivent, entre 1766 et 1789, voient la révolution cotonnière de Saint-Domingue. La production triple, une croissance aussi rapide que celle de la révolution du café de Saint-Domingue, qui se déroule au même moment. En 1773, l'île produit déjà 4 millions de livres de coton alors qu'elle exportait déjà vers la France en 1766 deux millions de livres de coton, la
En 1789, c'est 6,3 millions de livres, chiffre qui monte à 8 millions de livres en 1790, puis chute à 3 millions de livres dès 1794, une partie des plantations de coton étant abandonnées lors de la révolte des noirs de 1791.
C'est le coton qui exigea les plus grandes entrées d'esclaves dans les années 1780. Saint-Domingue doubla alors le nombre de captifs importés chaque année pour dépasser 30 000 après 1785, à un prix unitaire dépassant 1 500 livres. En six ans, seulement, de 1783 à 1789, les surfaces cotonnières augmentèrent d'un tiers, atteignant 6 311 hectares, surtout dans le Sud et l'Ouest, zone de coton où vient les mulâtres et les propriétaires blancs de moyenne envergure.
Après le traité de libre-échange de 1786, les importations françaises de textiles britanniques en coton furent multipliées par 15 entre 1786 et 1789, créant une énorme demande de matière première, fournie elle par les colonies françaises. À Bordeaux, 7 navires chargés de coton partaient pour l'Angleterre en 1785, ils étaient 19 en 1789, dont 15 pour Liverpool. En 1788, la valeur de la production cotonnière dépasse 16 millions de livres.
Jusqu'en 1791, l'île reste la principale source de coton brut dans le Monde, avec l'Asie et les îles du littoral de Caroline du Sud et Géorgie. Cultivé dans 7 000 exploitations, contre 3 000 pour l'indigo, situées dans l'ouest de l'île, passées sous contrôle anglais en 1793, lors du traité de Whitehall, le coton de Saint-Domingue fait travailler 30 000 ouvriers dans la région de Manchester en 1794, selon les estimations d'Alain Turnier, dans Les États-Unis et le marché haïtien, le pacte colonial.
A partir de 1794, date de l'invention de l'égreneuse mécanique à coton par Elie Whitney, la production de coton se développe surtout dans le sud des États-Unis ainsi que l'esclavage qui l'accompagne. 

## Révolution industrielle

### Invention de nouvelles fileuses et tisseuses
Les années 1790 voient se généraliser les machines perfectionnées au cours des trois décennies précédentes, qui permettent de doper la production de vêtements en coton. L'ingénieur anglais Edmond Cartwright reçoit 10 000 livres du parlement en 1792 pour avoir inventé en 1789 la machine à peigner le coton, fonctionnant à vapeur, qui permet de décupler la productivité de ses 400 ouvriers. Son rival Robert Owen en fait travailler 4 000 dans la ville-champignon écossaise de New Lanark. Son invention multiplie le potentiel de la fileuse Spinning Jenny, inventée en 1765 par James Hargreaves, de la fileuse water frame de Arkwright (1768) et la machine à vapeur de Watt (1769). 

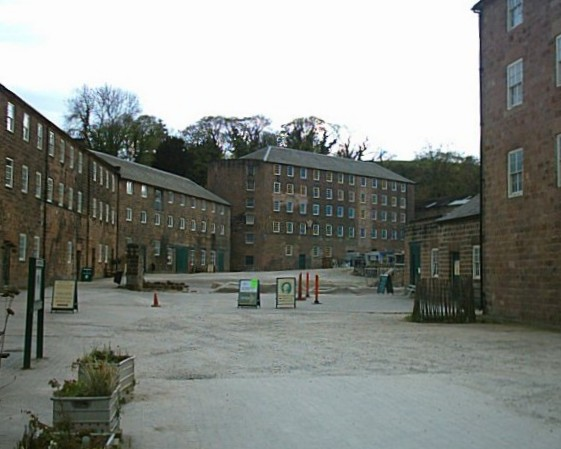
L'usine Arkwright à Cromford.

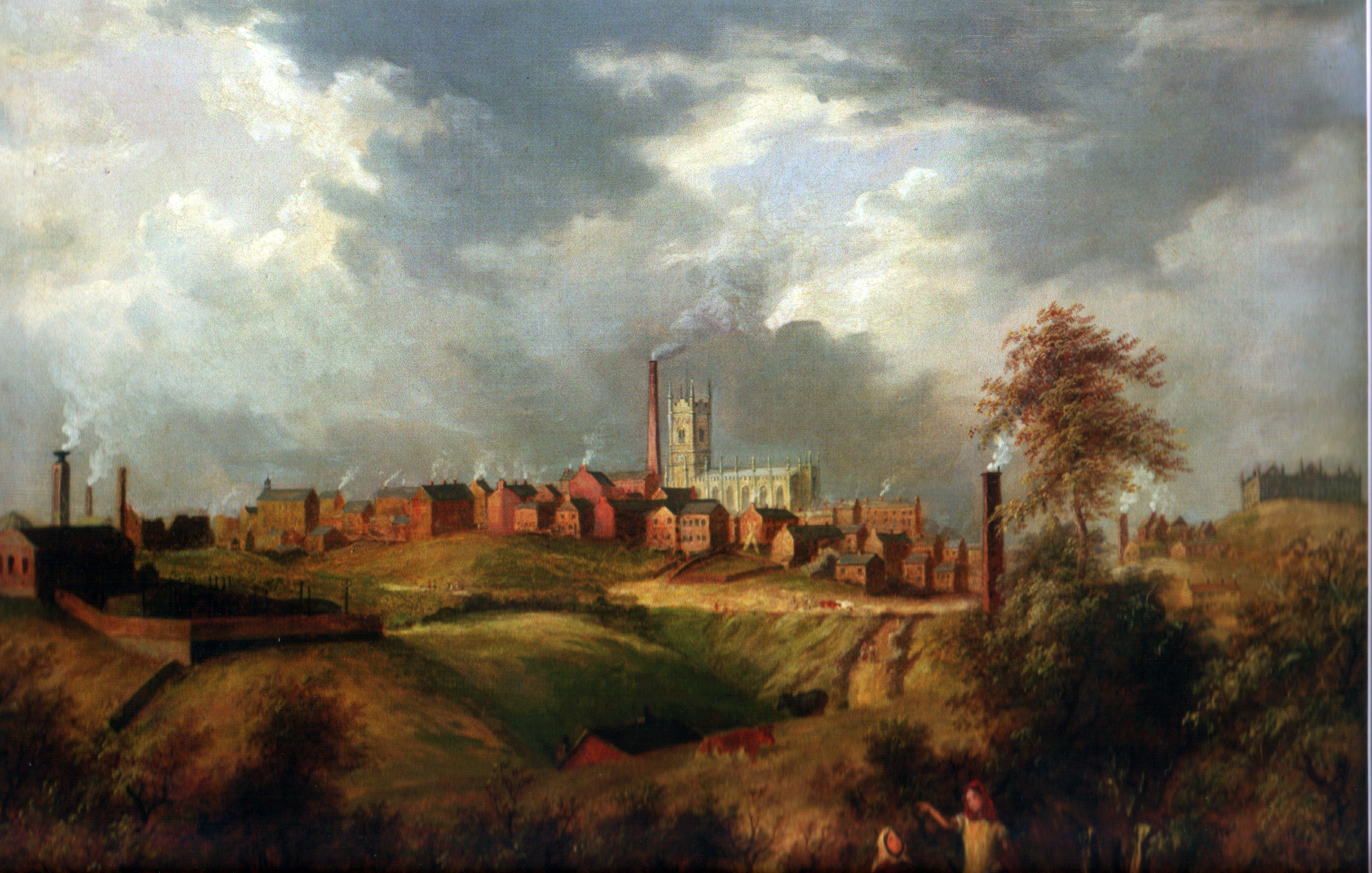
Oldham par, 1831

Richard Arkwright donne le modèle de la filature de coton hydraulique (cotton mill) dans ses trois mills de Cromford, en Derbyshire, construits à partir de 1771, et qui sont imités partout. De grands et hauts bâtiments rectangulaires, de 30 mètres sur 10, avec 5, puis 6 ou 7 étages, et des rangées régulières de fenêtres. Autour, des bâtiments annexes, des installations hydrauliques, et un « village industriel », souvent construit par l'industriel, selon un plan, et pourvu d'église, école, boutique, auberge pour lesquels Arkwright donne aussi le modèle à Cromford. New Lanark sous Robert Owen est la plus célèbre de ces « colonies ». Bradford a un mill en 1811, 67 en 1841; Leeds plus de 130 en 1838; Oldham passe de 12 mills en 1794 à 63 (tous à vapeur) en 1825, et 94 en 1841. Le premier « faubourg ouvrier », c'est-à-dire un quartier conçu délibérément pour loger des ouvriers, est bâti à Leeds dès 1787.
En 1789 dans le Rhode Island, l'immigré anglais Samuel Slater s'associe à Moses Brown, qui crée une usine textile à Pawtucket, avec son gendre William Almy, et son neveu Smith Brown. Samuel Slater apporte les techniques développées en 1768 par Arkwright, puis quitte la firme Almy, Brown & Slater pour créer la sienne avec son fils John en 1818. Les vêtements en coton sont produits en quantité dix fois supérieure, ce qui fait chuter leur prix de vente. Mais parallèlement, le coût de la matière première augmente de 50 %, en raison de l'explosion de la demande. Dans le port de Liverpool le cours de la livre de coton (indice cotlook) passe de 30 à 45 dollars entre 1790 et 1800, avant de retomber à 10 cents, mais seulement en 1840, l'offre de coton brut ne s'adaptant que progressivement à la demande.

### Spéculation immobilière sur leBourbon county
Le boom de la consommation en Angleterre, à partir de 1770 puis 1789, déclenche les premières spéculations foncières pour planter du coton dans la région dite du Bourbon county : les terres de l'ex-Louisiane française, passées sous contrôle des Espagnols qui ne parviennent pas à les peupler, malgré l'appel aux Acadiens et aux Allemands. La partie la plus intéressante est le Nachez District : des terres fertiles y surplombent le Mississippi, à l'abri des inondations. Les spéculateurs prévoient que les riches planteurs des îles Caraïbes seront tentés un jour ou l'autre de se replier sur la Louisiane. Les premiers réfugiés français de Saint-Domingue arrivent alors en Amérique du Nord comme Pierre-Jacques Meslé de Grandclos.

## Essor des zones productrices d'Amérique du Nord

Récolte du coton

L'arrivée des planteurs de coton suit les vagues de hausse des cours. Premières locomotives la Géorgie et la Caroline du Sud, qui multiplient par vingt leur production dans les années 1790, en innovant avec le Sea Island cotton sont suivies par la basse Louisiane dans les années 1800, puis en 1817 l'Alabama et le Mississippi, qui vit un second boom entre 1833 et 1837. Les progrès technologiques nourrissent une demande structurelle de coton brut et donc une expansion régulière, vers l'ouest, des surfaces plantées, privant les planteurs de toute visibilité sur l'offre mondiale et leurs futurs prix de vente. S'enrichir, c'est aussi arriver le premier sur les terres de l'Ouest.

### Cours du coton à La Nouvelle-Orléans au début duXIXesiècle
Voici une liste non exhaustive des cours du coton à La Nouvelle-Orléans :
- 1792 : 25 cents
- 1801 : 22 cents
- 1802 : 16 cents
- 1809 : 14 cents
- 1812 : 12 cents
- 1815 : 30 cents
- 1818 : 28 cents
- 1819 : 25 cents

### Géorgie et Caroline
En 1789, le congrès crée une taxe à l'importation de coton, de 3 cents par livre, pour encourager le retour en Caroline du Sud et Géorgie des loyalistes anglais exilés aux Bahamas pendant la guerre d'indépendance, où ils ont perfectionné le Sea Island cotton, de fibre longue cultivé en Caroline du Sud et dans les régions côtières de la Géorgie à la fin de la période coloniale. Cette variété ne pouvait pas être cultivés avec succès plus à l'intérieur du continent, car elle exigeait les conditions climatiques particulières des plaines subtropicales pour prospérer. Une autre variété s'est révélée plus adaptée au climat de la Géorgie, mais elle était densément criblé des graines qui étaient difficiles de se séparer de la fibre, elle était donc seulement marginalement rentable. 
Pour protéger les Antilles comme source d'approvisionnement, l'Angleterre propose en 1792 l'Article 12 du Traité de Londres (1795), qui interdit les importations de coton américain, même si le coton de Saint-Domingue, où la révolte des esclaves démarre en 1791, a du mal à satisfaire la « famine de coton » des premiers entrepreneurs du coton britannique, dont les nouvelles machines permettent de multiplier la production par cent. Le Sénat américain demande que l'article 12 soit amendé pour adopter le Traité de Londres de 1795, mais cela ne suffit pas à atténuer les récriminations du sud contre le rédacteur du traité, John Jay, accusé à la fois de protectionnisme et de faiblesse envers l'Angleterre par le parti français à Washington, qui va lancer la quasi-guerre.
Entre-temps, en 1793, Eli Whitney invente le Cotton gin, qui améliore le roller gin, une machine à trier les semences des fibres de coton. La machine se diffuse très vite chez les planteurs de Géorgie, menés par Jean Bérard de Moquet. Entre 1793 et 1800, les exportations américaines de coton brut passent d'un demi-million de livres à 18 millions de livres, soit le double de celles de Saint-Domingue, puis à 128 millions de livres en 1820, selon Stephen Yafa, dans Big Cotton (New York: Viking, 2005). Une expansion entraînant l'augmentation rapide de la part américaine du marché mondial : 70 % dès 1805 contre 9 % en 1791 et 0 % en 1784.
Cuba sert alors de plaque tournante pour l'importation d'esclaves aux États-Unis. Les marchands du Rhode Island deviennent spécialisés dans le trafic d'esclaves passant par la grande île puis par île d'Amélia, située entre la Géorgie et la Floride espagnole. Des esclaves y transitent tous les jours, illégalement, selon un rapport des douanes de mars 1818. Ce trafic connait un premier pic pendant la guerre de 1812, avec un flux de 20.000 personnes par an, stoppé par le Compromis du Missouri de 1820.

### Louisiane et Mississippi
Les années 1800 voient arriver la Louisiane et ses planteurs français, comme Hippolyte Chrétien, ravitaillé en esclaves par Jean Laffite, figure de la piraterie des années 1800 dans la Caraïbe. Le planteur et spéculateur immobilier William Blount, gouverneur du futur Tennessee, les rejoint lors de la bataille de La Nouvelle-Orléans, gagnée contre les Anglais. En 1797, en difficulté financière, il avait au contraire incité les indiens Creek et Cherokee à s'allier aux Anglais, afin de s'emparer des terres espagnoles en Floride occidentale puis en Louisiane. Dix mille réfugiés français de Saint-Domingue en Amérique émigrent en Louisiane, qui produit 93 millions de livres de coton en 1810 contre 90 livres en 1793, grâce à de nouvelles espèces de coton.
Un peu au nord, les producteurs du Nachez District menés par Daniel Clark se convertissent massivement au coton, en obtenant en 1795 le traité de Madrid, garantissant la navigation sur toute la longueur du Mississippi. La culture dans ce secteur va progresser jusqu'à la guerre de 1812. Les prix du coton ne progressent que modestement, passant de 25 à 32 cents la livre entre 1792 et 1801, avant de tomber à seize cents seulement en 1802, lorsque la nouvelle de la paix d'Amiens, conclue le 25 mars 1802 entre le Royaume-Uni, d'une part, et la France, l'Espagne et la République batave, arrive à New York, puis de remonter à 20 cents en 1806. L'embargo décrété par Thomas Jefferson déprime ensuite les cours entre 1807 et 1809, puis c'est le tour de la guerre de 1812 : ils tombent à douze cents la livre, avant de s'envoler à 30 cents trois ans après, à la fin du conflit, puis de repartir à la baisse, 28 cents en 1818 et 25 cents en 1819, sur fond de progression de l'offre causée par la fièvre de l'Alabama.
Parmi les planteurs qui font la croissance du Nachez District à l'origine, Stephen Minor, John Bisland, ou Joseph Duncan. Cette partie de la formidable artère fluviale du Mississippi reçoit tellement d'immigrants qu'elle devient en 1817 l'État du Mississippi, celui qui hébergera le plus d'esclaves dans l'histoire américaine : 15 000 sont déjà là en 1711. C'est dans les années 1815-1819, juste à la fin de la guerre de 1812, que l'afflux d'immigrants est le plus massif. Un témoin a vu 4 000 voyageurs arriver en seulement 9 jours.
Entre 1833 et 1837, une deuxième vague d'immigrants, grisés par le succès des planteurs du Natchez District, envahit le nord de l'État du Mississippi, lui permettant pour la première fois de dépasser en production Géorgie et la Caroline du Sud. En 1839, l'État a déjà la même population qu'en 1860 et les dix années de dépression des cours du coton qui suivent équilibrent les départs et les arrivées
| Importations anglaises de coton brut, en mlns de livres | 1780 | 1784 | 1788 | 1792 | 1796 | 1800 | 1804 | 1808 | 1809 | 1810  | 1811 | 1812 |
| En provenance des Antilles anglaises                    | 2    | 6,9  | 12,2 | 12   | 8,8  | 10,6 | 20,5 | 16,6 | 16,2 | 17,9  | NC   | NC   |
| En provenance des États-Unis                            | 0    | 0    | 0,2  | 0,1  | 3,7  | 15   | 27,3 | 12,5 | 34,9 | 55,2  | 47,6 | 27,4 |
| En provenance du reste du monde                         | 4,8  | 4,9  | 8,2  | 20,9 | 19,6 | 30,4 | 14   | 14,5 | 41,7 | 69,7  | NC   | NC   |
| Total                                                   | 6,8  | 11,4 | 20,4 | 32,9 | 32,1 | 56   | 61,8 | 43,6 | 92,8 | 132,4 | 91,5 | 63,0 |

### Extension de l'esclavage
La Virginie a aboli la traite négrière dès 1785, mais il faut attendre 1805 pour que Washington l'interdise dans tout le pays, ce qui enrichit leurs propriétaires: sur le marché aux esclaves de La Nouvelle-Orléans, le prix d'un esclave monte à 500 dollars en 1805 contre 200 en 1776 et 100 en 1766. Alors que l'État fédéral interdisait de défricher la « Frontière sauvage », les partisans de la conquête de l'Ouest l'emportent lorsque Thomas Jefferson est élu président en 1803 et qu'il achète la Louisiane à la France. Trois nouveaux états esclavagistes sont fondés dans les années 1810 : Alabama, Mississippi et Louisiane. Ils cultiveront la moitié du coton américain dès 1834 puis 78 % en 1859, si on leur ajoute la Géorgie. Les anciennes colonies de la côte atlantique ne pèseront plus que 10 % du coton américain à la guerre de Sécession. Leurs esclaves sont déplacés, depuis le port de Norfolk jusqu'à La Nouvelle-Orléans puis vendus aux nouveaux propriétaires de l'Ouest. La Louisiane importe 18 000 esclaves entre 1790 et 1810. La plupart doivent ensuite emprunter des « routes de la migration » établies le long d'un réseau d'entrepôts. 
Les États-Unis ne comptaient que 350 000 esclaves en 1750, sur 1,5 million d'habitants. En 4 générations, leurs descendants sont 11 fois plus nombreux : 4 millions en 1865. 
La traite négrière avait causé un rapide turn-over aux plantations de sucre des Antilles, qui réservaient le travail à une minorité de jeunes esclaves, morts d'épuisement en quelques années, sur des surfaces agricoles spéculatives car limitées. Son interdiction décourage de remplacer trop vite les esclaves et incite les propriétaires à en augmenter le nombre sans en acheter, en tablant plutôt sur leur espérance de vie. 
| Année                  | 1766 | 1770-75 | 1789 | 1794 | 1795-1800 | 1800 | 1811 | 1821 | 1825 | 1835 |  |  |
| Saint-Domingue         | 2    |         | 6,2  | 3    | 0         | 0    | 0    | 0    |      |      |  |  |
| Caroline du Sud        |      |         | 0,98 |      |           | 8,4  | 40   | 50   |      |      |  |  |
| Géorgie                | 0    |         | 2    |      | 17        |      | 20   | 45   |      |      |  |  |
| Louisiane              |      |         |      |      | 0,09      |      | 2    | 10   |      |      |  |  |
| Alabama                |      |         |      |      |           |      |      | 20   |      |      |  |  |
| Mississippi            |      |         |      |      |           |      |      | 10   |      |      |  |  |
| Tennessee              |      |         |      |      |           |      | 3    | 20   |      |      |  |  |
| Virginie               |      |         |      |      |           |      | 8    | 12   |      |      |  |  |
| Caroline du Nord       |      |         |      |      |           |      | 7    | 10   |      |      |  |  |
| États-Unis             | 0    |         | 6    | 18   |           | 17   | 80   | 177  |      |      |  |  |
| Natchez District       |      |         |      | 0,03 |           | 1,2  |      |      |      |      |  |  |
| Importations anglaises |      | 4,8     | 11,8 | 32,5 |           |      |      |      | 155  | 361  |  |  |

La production américaine a atteint le seuil de 3 millions de balles dès 1850.

### Ruée vers l'or blanc des années 1820 en Alabama et Géorgie
En 1817, l'Alabama fever voit plusieurs centaines de réfugiés français de Saint-Domingue en Amérique, menés par deux ex-généraux de Napoléon Bonaparte, fonder la Vine and Olive Colony, avec le planteur Frederick Ravesies. Ils obtiennent 370 kilomètres carrés du gouvernement américain, sur lesquels le vin et les olives font vite place à la culture du coton. Ce type d'initiatives se poursuit avec la colonie bonapartiste de Champ d’asile, au Texas, menée par général Antoine Rigau et Charles Lallemand, d'autres pionniers qui ouvrent la voie à un peuplement agricole plus important dans les années qui suivent, les années 1820 pour l'Alabama et pour Augusta, l'une des villes de la « ceinture du coton » qui ont fait l'histoire de la Géorgie, non loin de la frontière avec la Caroline du Sud, au même titre que d'autres villes de l'intérieur de la Géorgie telles que Macon, Milledgeville et Columbus. Toutes vivent au rythme des fortes fluctuations du prix de la fibre blanche. 
Une flambée des cours du coton en 1824-1825, causée par la forte demande et malgré la hausse de 25 % de l'offre, fait que l'« or blanc » vaut deux fois plus cher que deux ans plus tôt. Au 1er semestre 1825, ils atteignent en moyenne 14 cents la livre contre 8,78 cents au semestre précédent, et retombent à 7,06 cents deux semestres plus tard. Cette fièvre spéculative convainquit le général John McLean, directeur des postes américaines, de réclamer un Pony Express entre Boston et Augusta, car fin 1824, les stocks de coton avaient fondu à Liverpool, amenant les spéculateurs, en particulier ceux du port de New York, à partir par eux-mêmes à la recherche de l'information sur les fluctuations de cours pour y prélever des profits, tandis que les négociants se plaignaient d'être servis en retard, soupçonnant même les employés des postes de corruption. En mai 1825, en pleine spéculation, John McLean réalise donc un appel d'offres, en insistant sur le caractère public à donner aux informations de marché, par des publications dans la presse locale et pour que les producteurs et consommateurs de coton ne soient pas lésés.

### Triplement des exportations américaines en 1830-1836
Les exportations de coton américain triplent entre 1830 et 1836 en raison de l'énorme demande des usines britanniques. Elles sont dopées par des progrès de fabrication et la très rapide croissance économique mondiale des années 1830. Les cours du coton montent de 80̬ pour cent sur la première partie de la décennie, mais sans flamber, car l'offre de coton américain a suivi, en particulier dans le Mississippi, où l'État accorde un million d'acres de dons de terre sur la seule année 1833, deux fois plus que dans aucun autre État. Les planteurs sont financés par un système bancaire en pleine expansionː 788 banques sur le territoire américain, 58 pour cent de plus que deux ans plus tôt, où il n'y en avait que 508. En une demi-décennie, la population de l'État du Mississippi double, pour atteindre 150 000 habitants et les crédits bancaires passent de un à quinze millions de dollars. En 1834, il produit 85 millions de livres de coton, huit fois plus que quinze ans plus tôt, et c'est ensuite un quasi-triplement en cinq ans, avec 125 millions en 1836 et 200 millions en 1839, soit le quart de la production américaine totale.
Dès 1832, les cours entament une trajectoire ascendante, la demande progressant plus vite que l'offre elle-même portée par l'expansion du crédit bancaire à destination des planteurs
. Ils passent de 6,82 à 7,24 cents la livre au deuxième semestre tandis qu'Andrew Jackson, grand défenseur des cultivateurs obtient triomphalement un second mandat à la Maison-Blanche. Au cours des années 1833 à 1837, les prix du coton s'envolent, dépassant de 60 % leur niveau moyen sur la période 1826 à 1832, ce qui incite les planteurs à utiliser le maximum d'espace disponible, quitte à négliger les cultures vivrières pour leurs esclaves et se faire livrer la nourriture par l'artère fluviale du Mississippi. 
L'État devient le plus riche en coton de l'Union, dépassant la Caroline du Sud et la Géorgie, dont les agriculteurs délaissent leurs plantations et partent rechercher des terres plus fertiles le long du Mississippi, pour profiter de la hausse des cours. Avec leurs esclaves, s'installent sur les rives ou même dans les collines, produisant des scènes qui préfigurent la ruée vers l'or de 1848 en Californie. Les négociants de la Nouvelle-Orléans facilitent cette expansion, appuyés par les financiers de la puissante Union Bank of Louisiana, alliée à la Barings anglaise. Ce sont eux qui contrôlent, indirectement, tout le bassin du Mississippi, où la navigation à vapeur est maintenant bien rodée, et qui le connectent à l'économie mondiale. Au cours de l'année 1836, celle de l'expansion maximale, les volumes de coton exportés par le port de La Nouvelle-Orléans ont bondi de 75̥ % en un an, pour atteindre 225 000 balles. Des signes de faiblesse du système bancaire apparaissent dès le printemps mais ils sont perçus comme venant des spéculateurs, d'autant que les nouvelles mettent des mois à circuler, même si la Poste américaine lance un service rapide en juillet 1836. Au même moment, dans une série d'une douzaine d'éditoriaux, du 24 juin au 2 septembre, le Jackson Mississippian évoque un futur assaut contre le système bancaire de l'État, où la malfaisance et la corruption se sont selon lui tellement infiltrés que le Mississippi en sortira forcément ruiné, à moins d'une réforme.

### "Panique de 1837"
Lors de la Panique de 1837, dont les signes précurseurs arrivent dès la fin du printemps 1836, les informations du marché de Londres n'arrivent que très lentement à cause de la distance et les producteurs mettent du temps à s'adapter, avant ensuite de paniquer lorsque les cours du coton perdent près d'un quart de leur valeur, pour passer de 17,5 cents à 13,5 cents la livre dans un premier temps. La loi postale du 2 juillet 1836 crée alors un service public amélioré, voulu par deux parlementaires proches du président Andrew Jackson, qui dénoncent les financiers urbains spéculant au détriment des cultivateurs. Une livraison deux fois plus rapide est offerte sur 4 axes, dont deux nouveaux, jusqu'à Saint-Louis (Missouri) et La Nouvelle-Orléans, où la presse suit de près le marché du coton de Liverpool et dénonce les "spéculations de quelques-uns au détriment de beaucoup".
Les cours abandonnent plus globalement plus d'un tiers de leur valeur, passant de 16,8 cents à 10,3 cents la livre entre 1836 et 1838, alors même que les exportations de coton américain progressent de 36 % sur la même période, passant de 424 à 596 millions de livres, avant de remonter à 14 cents en 1839. Cet effondrement oblige les planteurs les moins fortunés à vendre leur exploitation pour tenter leur chance plus à l'ouest, parfois dans la précipitation afin d'échapper aux créanciers. Les journaux de l'État du Mississippi sont plein d'annonces de liquidations de plantation au moment où des planteurs entrent nombreux, et sans autorisation, dans l'État proche du Texas. À plus long terme, pour les cotons de qualité médiocre, les plus touchés par la dépression ayant suivi la panique de 1837, le prix moyen s'effondre, laminant les exploitants: il passe de 14 cents à l'hiver 1839 à 3 cents en 1843 et ne va plus ensuite jamais remonter au-dessus de dix cents avant 1850, ce qui accule les planteurs et freine l'expansion territoriale.
Autre conséquence de la crise, les planteurs qui avaient entièrement abandonné toute culture vivrière pendant les années 1830, pour se concentrer sur le coton et profiter de ses prix élevés, y reviennent avec la crise, car il faut nourrir leurs familles et leurs esclaves. Du coup, la production de céréales qui s'était effondrée dans le Mississippi y rebondit, offrant un répit aux plus pauvres, qui élèvent de nombreux animaux dans les fermes, sur un mode artisanal.

### Ruée vers le coton texan
En 1819, des officiers français de la Colonie de la vigne et de l'olivier fondent Champ d’asile, une autre colonie cotonnière, cette fois au Texas. Les Français arrivent à 400. Parmi eux, des réfugiés français de Saint-Domingue en Amérique et des généraux de l'expédition de Saint-Domingue. Il se retrouvèrent en mars 1818 à Galveston, où opérait aussi le pirate et négrier Jean Laffite, qui avait quitté en 1817 La Nouvelle-Orléans. Cent mille acres de terre sont achetées et une monnaie frappée, affichant d'un côté un coq et de l'autre un soldat en train de labourer.
Après avoir fondé San Felipe (Texas) en 1823, le général Stephen Fuller Austin mène la deuxième colonisation du Texas mexicain, indépendant de l'Espagne depuis 1821 en installant cent familles venues de Louisiane avec leurs esclaves le long de l'Old San Antonio Road en 1827. En 1829, pour contourner l'interdiction mexicaine de l'esclavage, il déclare que les travailleurs du coton sont des "serviteurs endettés à vie". En 1832, il développe l'exportation vers l'Angleterre et en 1836, le territoire compte 6 000 esclaves, un habitant sur quatre.
Entre 1828 et 1837, environ 15 000 alsaciens partent en Amérique, certains voyageant jusqu'à la Louisiane, qui avait connu une émigration alsacienne un siècle plus tôt, ou même le Texas, encore mexicain. La république du Texas est fondée en 1836 après une première vague de hausse des cours du coton, les récoltes américaines des autres régions étant insuffisantes face à la forte croissance économique mondiale des années 1830. 
Cuba sert alors de plaque tournante pour l'importation d'esclaves aux États-Unis, afin d'éviter les contrôles des navires britanniques. Les marchands du Rhode Island les font entrer par l'île d'Amélia, située entre la Géorgie et la Floride espagnole ou celle de Barataria. Après 1830, New York devient la base négrière américaine, puis est supplanté en 1836 par le Texas, où 15 000 esclaves sont introduits en 1837.
Le Corner de 1838 sur le coton américain fait encore plus flamber les cours. Entre 1836 et 1846, la population texane quadruple et sa récolte de coton décuple. "Le coton y est à la fois plus beau, plus abondant sur la même étendue de terrain que dans les États les plus favorisés de l'Union américaine", note, en 1843, un observateur. Dès 1838, Alphonse Dubois de Saligny, diplomate français à Washington, finalise une mission pour un accord de libre-échange franco-texan, basé sur le coton. En mars 1839, la France, en conflit avec le Mexique sur des dettes, est le seul pays à reconnaître cette république du Texas illégale. Alphonse Dubois de Saligny finance la Compagnie franco-texane, projet de deux Français, prévoyant l'installation de 8 000 français. James Pinckney Henderson, ambassadeur à Paris et Londres, futur gouverneur texan, y négocie un emprunt de 5 millions de dollars. Londres lui fait un signer un traité sur l'interdiction de l'esclavage, partiellement respecté.
De 1838 à 1841, les Alsaciens du Bas-Rhin sont encore en moyenne 900 par an à venir aux États-Unis. Ceux du Haut-Rhin, la région de Mulhouse, les rejoignent après 1838. À eux seuls, les secteurs de Belfort et Colmar fournissent les quatre cinquièmes de l'émigration au Texas, ceux du Bas-Rhin allant vers d'autres régions. Les navires cotonniers, pour éviter d'effectuer le retour vers New York à vide, sont chargés d'émigrants qui paient leur voyage à bas prix, grâce à l'organisation mise en place par les négociants en coton de Mulhouse et Liverpool.
Dès juillet 1842, la république du Texas envoie des émissaires parcourir l'Alsace. Henri Castro, son consul général en France, fait venir aussi des familles du Pays de Bade voisin, en Allemagne, afin de peupler les territoires concédés le long de la rivière Medina (Texas), 30 km à l’ouest de San Antonio. Castroville (Texas) est officiellement fondée le 1er septembre 1844. Pendant son premier siècle d’existence, l’alsacien est parlé dans les maisons, les magasins et les tavernes de la ville en lieu et place de l’anglais. La compagnie franco-texane, d'Henry Castro et Alphonse Dubois de Saligny veut installer au Texas 8 000 familles françaises. En 1855, La Réunion (phalanstère) est fondée par Victor Considerant et Julien Reverchon, à Dallas, dont la population atteint 678 habitants en 1860, y compris 97 Afro-américains apportés par des colons d'Alabama et de Géorgie.

### Expansion au Kansas dans les années 1850
L'extension des cultures américaines s'étend ensuite jusqu'au Missouri et au Territoire du Kansas, fondé en 1854 par Aristide Rodrigue, fils de Jacques-André Rodrigue, autre réfugiés français de Saint-Domingue en Amérique, sur fond de flambée des cours du coton et d'expansion monétaire et spéculative, permise par les ruée vers l'or de 1848 en Californie et 1851 en Australie.

## Nouveaux producteurs et nouveaux consommateurs

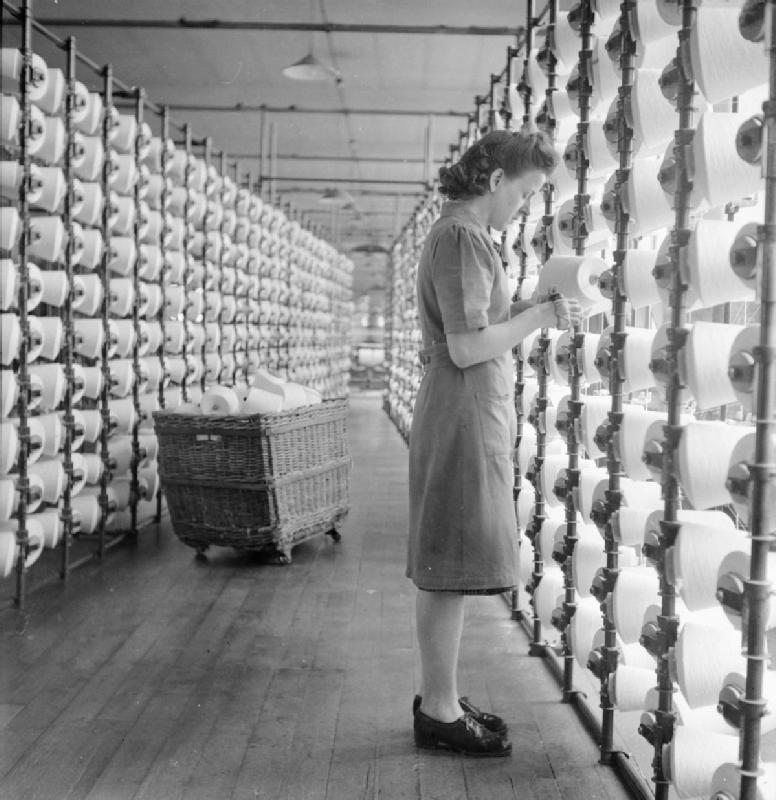
Filature de coton, Lancashire, Angleterre, 1945

Au cours de la première des grandes crises alimentaires de 1811-1812 et 1816-1817 en France, génératrice d'hyperinflation, les prix du coton ont doublé, en raison de la difficulté à se procurer du coton sur le marché international et des opérations spéculatives menées dans les ports français.

### Coton brésilien en croissance
À partir de 1788, les importations anglaises de coton brésilien augmentent très vite et atteignent une moyenne de 4 400 tonnes par an, sur une production brésilienne de 5 600 tonnes, au cours de la période 1803-1805, pour ensuite progresser à un rythme moins rapide, mais toujours rapide, et s'établir à 14 000 tonnes vers 1830, tombant à 4 % de la production mondiale contre 10 % à 15 % en 1805.
Le Brésil, qui s'était mis tardivement à la culture du coton, la développa rapidement, pour avoir enfin une denrée à vendre à l'Angleterre, en profitant de la croissance rapide de l'industrie cotonnière. Le coton représentait 18 % de ses importations totales de coton à la fin du siècle. Dans les années 1770, la France avait été le premier acheteur de coton brésilien.
Selon les années, l'Angleterre, Hambourg ou la France, venait en tête des acheteurs de produits brésiliens, mais sur l'ensemble de la période 1796-1807, l'Angleterre n'eut que la seconde place, recul global causé par les blocus liés aux guerres napoléoniennes. La donne changea en novembre 1807, lors de l'L'émigration de la famille royale portugaise au Brésil en 1808, quand le Portugal perdit son rôle d'intermédiaire entre le Brésil et l'Europe. De nombreux négociants anglais y expédièrent des marchandises directement: la valeur officielle des exportations de la Grande-Bretagne vers le Brésil atteignit 3,9 millions de sterling en 1808, chiffre qui ne sera plus dépassé avant 1856. Ces exportations furent très précieuses pour plusieurs industries britanniques pendant les premiers mois de 1808, car la plupart de leurs débouchés habituels étaient fermés. Une association de négociants commerçant avec le Brésil fut fondée à Londres le 25 juin 1807, avec d'emblée 113 membres. Dès septembre 1808, il y a Rio de Janeiro une soixantaine de négociants britanniques et à la fin de l'année une centaine, parmi lesquels des aventuriers et de simples spéculateurs.
Au début de 1809, les deux tiers des cargaisons arrivées à Rio en 1808 n'étaient pas vendues et ce fut seulement fin 1809-début de 1810 que les stocks se sont peu à peu résorbés, grâce à des ventes à vil prix qui firent pénétrer les marchandises anglaises dans de plus larges couches de la population, créant des goûts nouveaux. De nombreuses cargaisons de retour arrivèrent dans les ports anglais pendant les premiers mois de 1810: le marché du coton - le principal des retours - était encombré et les prix des matières premières baissaient rapidement.
Le coton Brésilien progresse en volume puis se stabilise à partir de 1820, tout en déclinant en valeur, en raison de la baisse des cours mondiaux causée par l'arrivée du coton nord-américain. Le sucre devient alors le principal facteur de croissance pour le nord du Brésil. Dans les années 1820, la baisse des coûts et des prix de l'industrie britannique du coton, accroit par ailleurs encore les arrivées massives de textiles anglais au Brésil constatées à partir de 1808. Le coton brésilien apporte à l'Angleterre 30 % de ses importations totales pendant la décennie 18111820. Mais ensuite la production brésilienne ne suivit pas: dès 1831, cette proportion n'était plus que 11 %, puis tomba à 5 % dans les années 1870, sans profiter de la fin de l'esclavage aux États-Unis. 
Pour le sucre et le café, le marché anglais était pratiquement fermé, en raison de la préférence en faveur des produits des colonies anglaises, abolie en 1851 pour le café et en 1854 pour le sucre. Quand les exportations du Brésil se mirent à augmenter très rapidement, dans les années 1840 et les années 1850, la Grande-Bretagne ne fut pour elles qu'un débouché insignifiant. Les autres pays qui avaient des colonies, par exemple la France, excluaient aussi ces denrées, qui trouvèrent leurs débouchés dans des pays sans colonies sucrières ou caféières : Allemagne, Autriche, et États-Unis. Après 1815 et la fin des guerres napoléoniennes, un trafic actif se développa avec les villes hanséatiques: le nombre des navires arrivant à Hambourg du Brésil monta de 4 en 1815 à 137 dès 1824. En 1803/05, l'Angleterre reçut du Portugal environ 4 400 tonnes de coton brut.
L'émigration au Brésil de la famille royale portugaise, face à l'invasion du Portugal par Napoléon en 1807, va par contre priver le coton brésilien de ses débouchés français, comme le montrent les difficultés de la Manufacture de coton d'Annecy, qui doit se tourner vers le coton égyptien. Les cours du coton flambent en 1807 et 1808, alors que les importations françaises passaient de 12 à 4 millions de kilos, obligeant à se tourner vers le coton venu du Levant, jugé de mauvaise qualité, car aux fibres courtes ; alors que le Brésil représentait encore en 1807 un tiers des 126 000 balles de coton importées en France, à égalité avec les États-Unis. Vingt ans plus tard, en 1827, le coton américain était déjà 15 fois plus consommé en France que le coton du Brésil.
L'émigration au Brésil de la famille royale portugaise, qui se place sous protection anglaise, n'empêche pas la part du coton brésilien dans les importations anglaises de chuter parallèlement de 18 % à 11 % entre 1805 et 1821, car il n'est plus compétitif face à la montée des surfaces cultivées aux États-Unis, où la machine à égrener d'Eli Whitney se répand, et en Égypte. Malgré des conditions climatiques optimales, le coût des communications intérieures rend le coton brésilien trop cher.
Malgré ces difficultés, le coton reste la première exportation du Brésil, grâce à deux origines anciennes et réputées, Pernambouc et Bahia, avec 26 % des recettes en 1821-1823, devant le sucre (23 %), tandis que le café ne connaîtra son ascension qu'à partir du milieu du siècle. La province du Maranhao a ainsi 80 000 esclaves noirs pour 150 000 habitants.

### Industriels anglais à la recherche de nouveaux pays fournisseurs
Les industriels de Manchester craignaient une révolte des esclaves noirs dans les
plantations sud des États-Unis. Ils ont tenté très tôt de trouver de nouveaux producteurs. La “Cotton Supply Association” est créé en 1828 à Manchester pour promouvoir la culture du coton sur tous les continents. Elle crée des prix annuels encourageants les planteurs de l’Inde centrale, seule région productrice de l'Inde.
L'Afrique aussi est courtisée : la Cotton Supply Association affirme en 1860 que près de 60 000 personnes travaillent le coton dans le delta du Niger, au pays des Yorubas. Se créent alors des « compagnie pour la culture du cotonnier », comme en Australie, à Moreton Bay (Moreton Bay cotton Growing company), dans la colonie australienne de Queen'sland, au capital de 5 000 livres (75 000 francs). Une "British cotton Company", est aussi créée en 1858, au capital de 750 000 francs, pour encourager la culture du coton à la Jamaïque.
Les industriels « n’ont pas besoin de faire prêter à la confédération esclavagiste l’immense appui de la marine et des finances britanniques. Il leur suffit de s’adresser à tous les pays producteurs de coton, aux Antilles, à la Colombie, à l’Hindoustan, et, grâce à la hausse des prix (causée par la forte demande), leur appel sera bientôt entendu », écrit le géographe Élisée Reclus.

### Les Français se tournent vers l'Égypte
En 1807, les industriels français recevaient 126 000 balles de coton, dont un tiers, soit 40 000, du Brésil et seulement un autre tiers, soit 36 000, des États-Unis. Vingt ans plus tard, le coton américain sera 15 fois plus consommé en France que le coton du Brésil. L'Égypte a aussi augmenté sa part, mais moins.
Un industriel savoyard, Louis Alexis Jumel, implante alors en 1817 en Égypte un coton à fibres longues, le coton Jumel, après avoir fondé en 1804 la Manufacture de coton d'Annecy et en 1816 la Manufacture de coton de Cluses. En 1825, cette variété est croisée avec le Sea Island cotton. Ensuite, dans les années 1830 et 1840, les alsaciens vont en planter en Algérie et dans le Texas. En 1861, une crue du Nil détruira un quart de la récolte égyptienne, mais les fellahs augmenteront l’étendue de leurs plantations et construiront dans le delta du Nil plus de 40 000 noria pour l’irrigation.

### Importations de coton égyptien en Angleterre à partir de 1822
Les importations de coton égyptien en Angleterre sont dopées en 1822 par la plantation de cotonniers brésiliens plus généreux, et permet d'importer 25000 bales, au prix modique de 22 à 24 cents la livre, quantité multipliée par six dans les deux années qui suivent, grâce aux travaux d'irrigation. En 1824, avec un total de 11,8 millions de livres de coton importé d'Alexandrie, la France domine encore l'Angleterre (8,1 millions de livres).

## Croissance industrielle des années 1840 et 1850

### En Angleterre, quadruplement de la productivité
La percée du coton au début du XIXe siècle n'est pas seulement technologique. Les gains de productivité sont réinvestis dans des baisses de prix. Après avoir explosé au tournant du siècle, la productivité des usines de coton britannique quadruple encore entre 1830 et 1845. Les profits sont réinvestis, parfois dans d'autres industries, qui embauchent à leur tour, augmentant la demande solvable en Angleterre. La consommation de coton par habitant y est multipliée par sept entre 1830 et 1860. En 1840, environ 80 % de toutes les machines à vapeur d'Europe tournent en Angleterre. Les nouveaux marchés des nouvelles républiques d'Amérique du Sud apparues dans les années 1820 importent du coton anglais et contribuent également aux économies d'échelles.

### Très forte croissance de la demande mondiale de coton
La très forte croissance économique mondiale des années 1850 entraîne un doublement des cours mondiaux du coton, sous l’effet du développement rapide de l’industrie textile en Europe. C'est au cours de cette décennie que les sous-vêtements en coton bon marché, que l'on peut nettoyer fréquemment et changer souvent, commencent à se vendre à très grande échelle.
Selon l'analyse historique des quatre grandes périodes de croissance cotonnière, effectuée par des chercheurs du CIRAD, la croissance annuelle de la demande mondiale était de 1,15 % entre 1800 et 1848, puis elle enregistre une croissance beaucoup plus rapide, de 11,75 % par an sur la période 1849-1863, avant de revenir pour 1867-1936 à une expansion moins forte (2,75 % par an), qui ralentit encore après 1937, à un rythme de 2,3 % par an. L'expansion cotonnière des années 1950 a été précédée par une meilleure disponibilité de la matière première à la fin de la décennie précédente.
En 1840, le coton brut représentait encore 55 % à 65 % des coûts d'une filature anglaise, qui paie en moyenne la matière première deux fois plus cher qu'une filature égyptienne. Dès les années 1850, pour approvisionner leurs usines de coton de Manchester, les anglais accélèrent l'histoire de la culture du coton en Inde.

## Diversification

### Implantation en Inde
En 1780, l'Inde représentait moins de 3 % des exportations anglaises, mais entre 1820 et 1860, l'Angleterre multiplie par huit ses importations de coton indien : 463 000 balles contre 56 923. En 1858, les industriels français commencent à importer eux aussi du coton des régions de Sumate[Lequel ?] et Madras en Inde : ainsi en 1858, il s'est vendu en France 17 000 balles de coton indien, même si ses fibres présentent plus de difficultés dans la fabrication que le coton "longue laine" d'Amérique.
Les filatures anglaises constatent que la fibre de coton indien casse fréquemment, faute d’une bonne longueur de soie. Pour éviter les coûts élevés qu’aurait entraînés une modification des machines, le gouvernement colonial britannique introduit le coton américain en Inde, avec pour inconvénient plusieurs maladies végétales, dont le ver de la capsule. Le coton américain (Gossypium hirsutum) exige trois fois plus d’eau et d’intrants que le coton indien (Gossypium herbaceum), et il épuise les sols plus vite : ses rendements chutent après trois ans, alors que ceux du coton indien restent constants pendant trente ans.
Les Anglais implantent aussi sur place des usines et mettent au chômage des artisans. La colère de soldats indiens contre l'organisation de l'armée cause par ailleurs en 1857 la révolte des Cipayes, menée par des soldats servant dans la Compagnie anglaise des Indes orientales. Entre 1854 et 1870, neuf des treize usines de coton fondée par des Indiens appartiennent à des parsis.
Les hommes d'affaires de la génération de Nusserwanji Tata et Jamsetji Tata ont fait fortune pendant la pénurie de coton causée par la guerre de Sécession américaine. La Bourse de Bombay est fondée en 1875.

### France et Algérie
La hausse des cours des années 1850 incite la France à relancer la culture du coton en Algérie, encore très marginale. Entre 1852 et 1858, le nombre de colons se consacrant à la culture du coton en Algérie passe de 109 à plus de 1400. Une grande partie d'entre eux vient d'Alsace et de Lorraine, région qui souffrent d'excédents démographiques. En 1866, la moitié des 1 000 tonnes de coton produites en Algérie sont importées par deux firmes alsaciennes, Atoine Herzog et DMC. Ce dernier a encouragé la production en Algérie dès 1838 et constate en 1853 que la qualité et les rendements algériens rivalisent avec les américains, mais déplore l'insuffisance des volumes et demande au gouvernement une vigoureuse politique d'immigration en Algérie. C'est en 1856 que la part d'immigrants alsaciens culmine dans la population européenne d'Algérie, à 24 %, contre 14 % en 1845. Dans les années précédentes, des alsaciens sont aussi partis au Texas en nombre, fondant la ville de CastroVille.
Les décrets impériaux de 1853 sur le coton en Algérie furent accueillis en octobre avec enthousiasme par les colons car ils obligeaient l'État à acheter, pendant trois ans, à partir de 1854, toutes les récoltes de coton, à un prix fixé d'avance, tout en attribuant, pendant deux ans, des primes à l'exportation en France des cotons récoltés eu Algérie. Ils sont efficaces : en deux ans, la production algérienne est multipliée par vingt. Cependant, les planteurs restent encore peu nombreux dans les secteurs de Constantine et Sétif, où la conquête militaire avait été très violente, sous la direction du général Jean-René Sillègue.
La France expérimente aussi la culture irriguée du coton et de l’indigo à Richard Toll, dans le nord du Sénégal, puis en Casamance, et dans la vallée du fleuve Sénégal. Les Soninkés y disposent d’une longue tradition cotonnière, des expérimentations qui resteront cependant sans suite localement mais sont les tout débuts de l'histoire de la culture du coton en Afrique noire.
Les prix du coton ayant flambé en raison de la pénurie, des matières premières de substitution sont recherchées : en Belgique, les importations de laine augmentent de 50 % entre 1855 et 1857 pour atteindre 12 millions de kilos. Dans la région française de Cholet, les industriels font passer de 78 % à 93 % la part du coton américain entre 1850 et 1860. L'industrie textile calaisienne choisit au contraire d'entamer sa reconversion du coton à la soie.

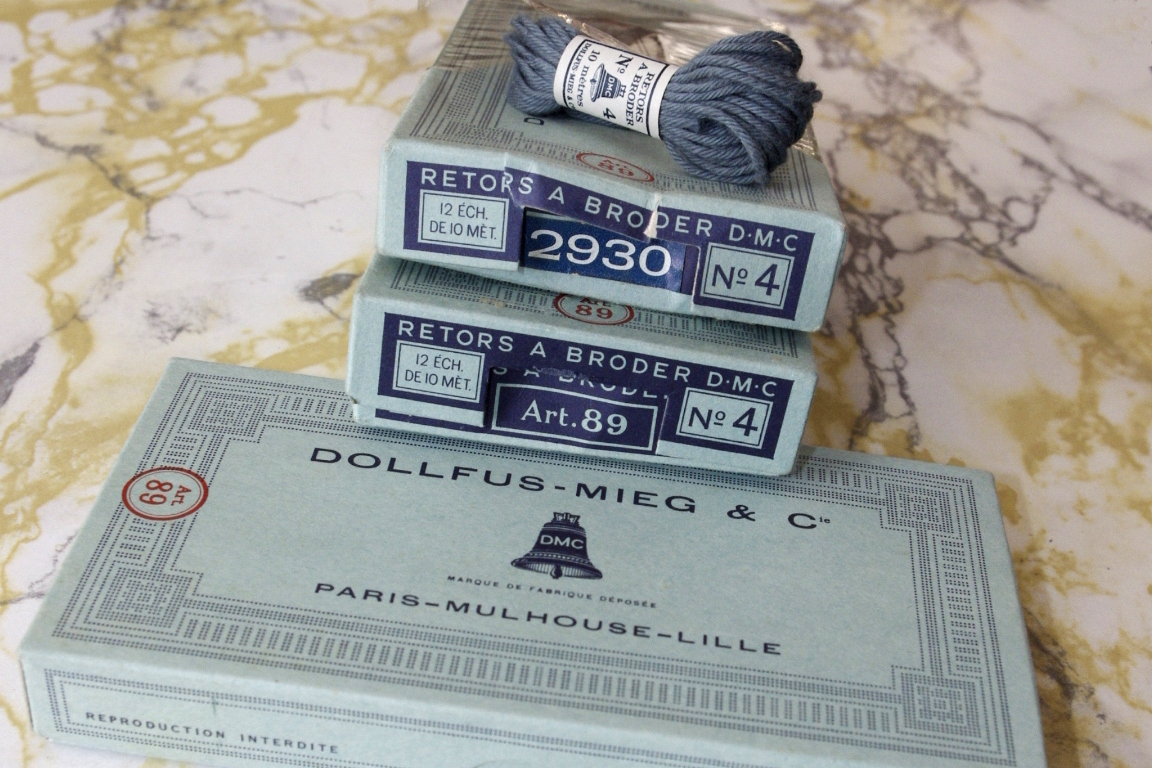
Boîte de coton DMC.
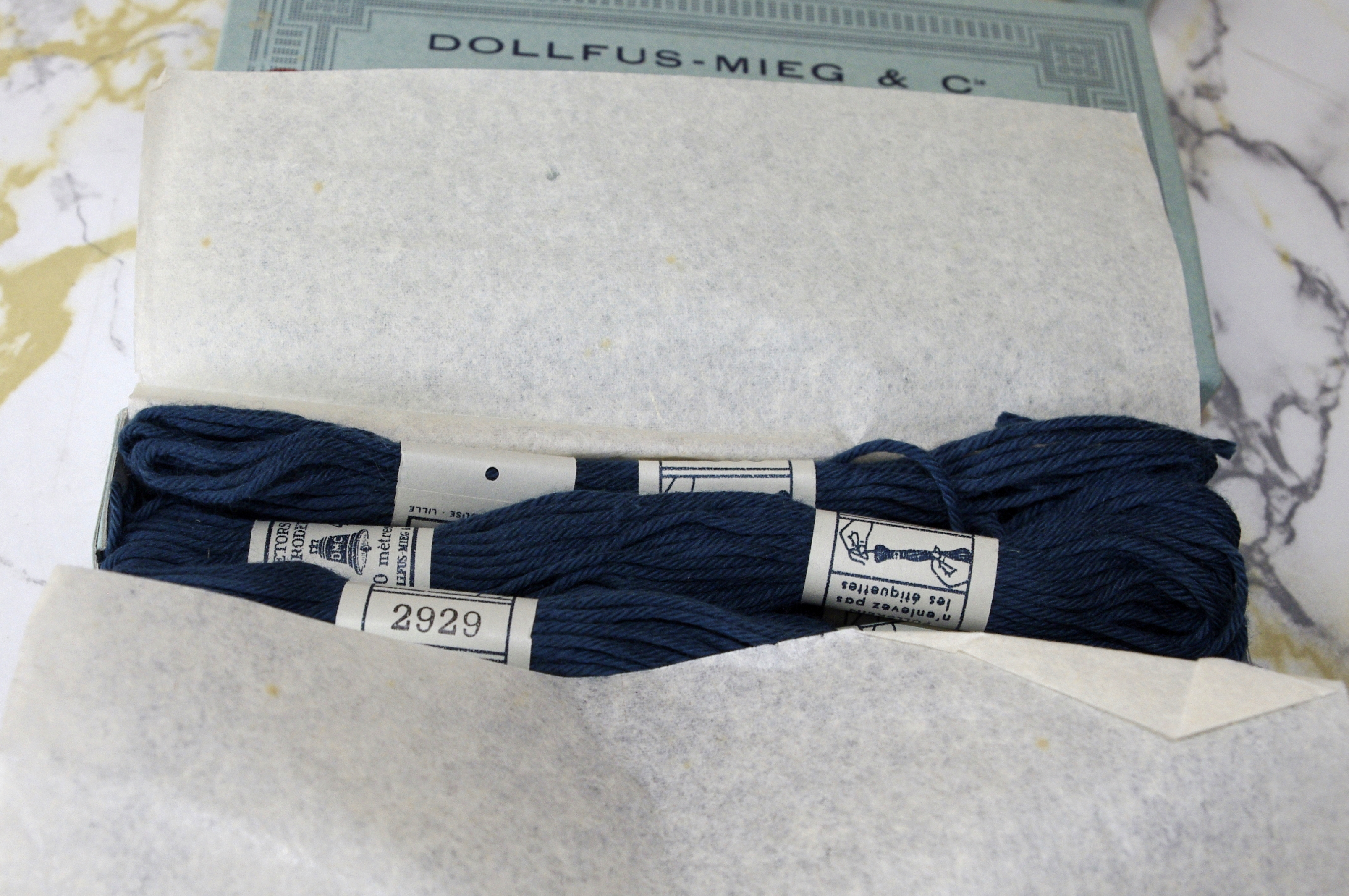
Écheveaux de coton DMC.
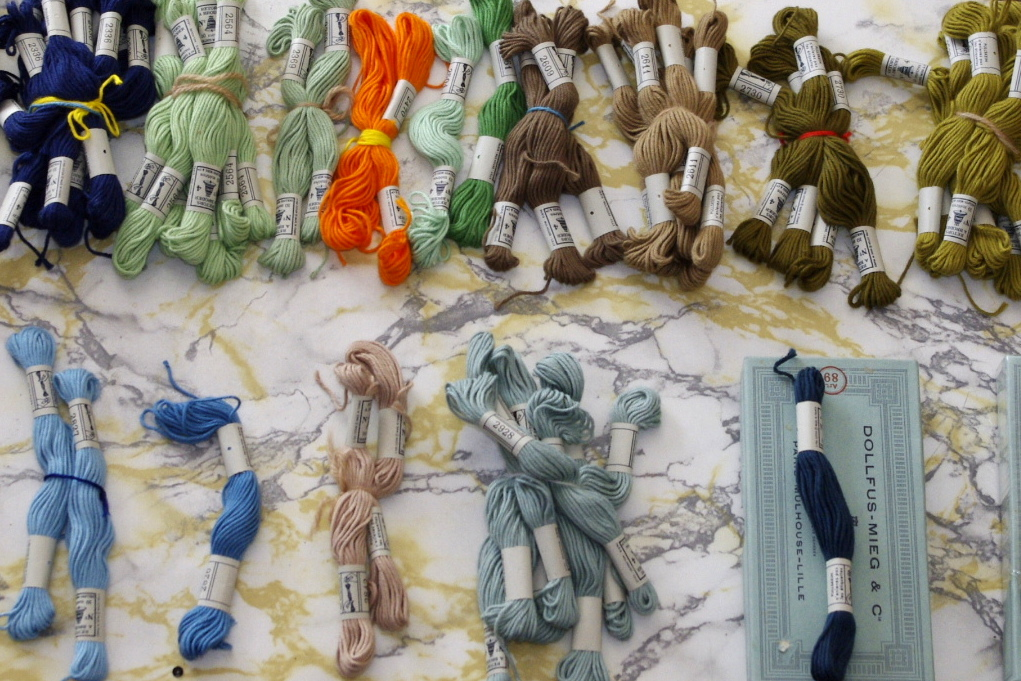
Échantillon de coton DMC.

## Conséquences de la guerre de Sécession

### Avant la guerre
Dès 1830, les États-Unis d'Amérique constituent le 2e consommateur mondial de coton. En 1850, la production de textiles cotonniers du Nord pèse 288 000 sterling par an, soit la moitié de celle des Britanniques, et deux fois celle de la France, qui a pourtant 35 millions d'habitants contre 22 millions aux États-Unis. Mais les mentalités du Nord, d'origine protestante ancienne, s'opposent à celle du Sud, qui compte trois fois moins de journaux par habitant, deux fois moins d'écoles, 20 fois moins de bibliothèques. Les manufactures de coton représentent un capital de 43 millions de dollars au Nord, et de 2 millions seulement dans les États planteurs: Tennessee, l'Alabama, la Géorgie et la Caroline du Sud. 
Les industriels du Nord, protectionnistes, réclament des barrières douanières, pour se protéger contre le textile anglais, mais les planteurs du Sud, qui l'ont pour client, veulent le libre-échange, qui rapporte des devises au pays. La Caroline du Sud a recouru en 1832 à l'ordonnance de « nullification », pour tenter d'annuler la loi protectionniste tout juste votée à Washington. Son sénateur James Henry Hammond résume en 1858 la puissance politique du sud américain, par la formule "King cotton".

### Guerre de Sécession
À la veille de la guerre de Sécession, les Américains produisent 80 % des 850 000 tonnes de coton consommées chaque année dans le monde, dont les trois-quarts prennent la direction des usines britanniques, qui font travailler deux millions de salariés. Les États-Unis produisent à eux seuls 716 000 tonnes, contre 95 000 pour les Indes britanniques, 27 000 pour l'Égypte, 10 000 pour le Brésil, et 5 000 pour la Caraïbe. Ultra-productif et rentable, le coton américain use rapidement les sols. Le coton brut mobilise alors 60 millions d'hectares dans le monde, dont le tiers est utilisé chaque année, selon le principe de l'assolement triennal, et rapporte 1,6 à 2 milliards de francs.
C'est en octobre 1863 que la flambée des cours due à la guerre de Sécession est au maximum : du coup, les importations anglaises de coton sont divisées par deux, faute de matière première disponible déclenchant la pénurie de coton du Lancashire. Le conflit militaire, qui interrompt les livraisons de coton américain, fait craindre une pénurie de coton dans le Sud des États-Unis. Peu à peu, elle se matérialise, malgré une contrebande, dans laquelle les ports américains de Charleston et Wilmington se distinguent.
En un an et demi, les cours du coton sont multipliés par six, pour dépasser le seul d'un dollar par livre, qui ne sera plus atteint ensuite avant 120 ans. Les négociants français du Havre souffrent du blocus maritime organisé par les États du Nord, ceux de Liverpool restent approvisionnés en cotons américains, par la contrebande. Pour contourner le blocus maritime des États du Nord, les chantiers navals anglais mettent au point un forceur de blocus, un navire spécial en acier, plus léger que ceux en fer, filant à la vitesse de 16 nœuds. Muni de roues à aubes, d'un faible tirant d’eau, il s’approche des côtes américaines à grande vitesse, pour échapper à la surveillance et déposer, en échange du coton, des armes qui constituaient le fret du voyage aller.
La France achète alors cinq fois moins de coton sur le marché mondial que l'Angleterre et elle est la première à diversifier ses origines comme le montre l'évolution des importations de coton au Havre entre 1861 et 1864 (en milliers de balles):
| Année | États-Unis | Inde | Brésil |
| 1861  | 516        | 30   | 1      |
| 1862  | 31         | 125  | 4      |
| 1863  | 4          | 189  | 9      |
| 1864  | 5          | 216  | 27     |

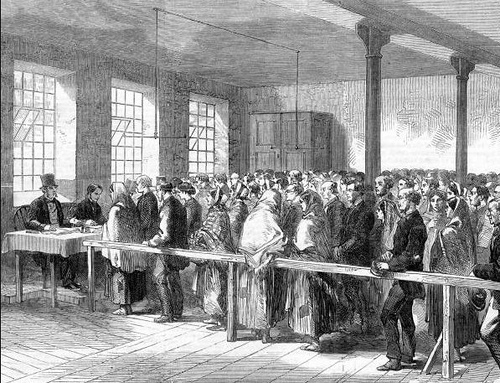
Illustration de presse datant de 1862 montrant la population attendant de recevoir de quoi se nourrir dans un bureau de district de la Provident Society, dans le Lancashire, en Angleterre.

Le Havre et Marseille, ouvert sur l'Algérie et surtout l'Égypte, profitent de la pénurie, pour devenir des voies d'importation. L'interruption des arrivages de coton américain profite à l'Inde, dont les exportations vers l'Europe sont multipliées par vingt, passant de 560 000 balles environ en 1861 à plus de 11 millions en 1865. L'Inde connaît une période de très forte croissance, qui entraîne une intense spéculation puis le Krach de 1865 à la Bourse de Bombay, lorsque les cours mondiaux du coton rebaissent, les industriels anglais ayant restocké par précaution.
Les perturbations causées par la guerre de Sécession suscitent aussi un boom du coton égyptien, dont les exportations passent de 10 à 56 millions de dollars entre 1861 et 1864 et un engouement pour cette culture : les surfaces cultivées, avec l'aide de capitaux européens, sont multipliées par quatre. Sur cette même période du début des années 1860, profitant de la pénurie mondiale, le gouvernement du Paraguay incite financièrement à développer les plantations de coton pour l'exportation.
La production américaine a continué à croître fortement après l'abolition de l'esclavage consécutive à la guerre de Sécession, jusqu'à la veille de la Première Guerre mondiale, puis à connaître une légère tendance baissière. En 1884, La Nouvelle-Orléans inaugure l'Exposition internationale de l'industrie du coton. Mais à partir de 1895, la part des États-Unis chute fortement, en raison de la croissance extrêmement forte de l'offre mondiale dans les autres pays. La diversification des sources va s'accélérer au XXe siècle : en 1924, cinq pays assuraient 93 % de la production mondiale et en 1975, il en fallait 15 pays pour fournir la même quantité.

### Coton d'Asie centrale

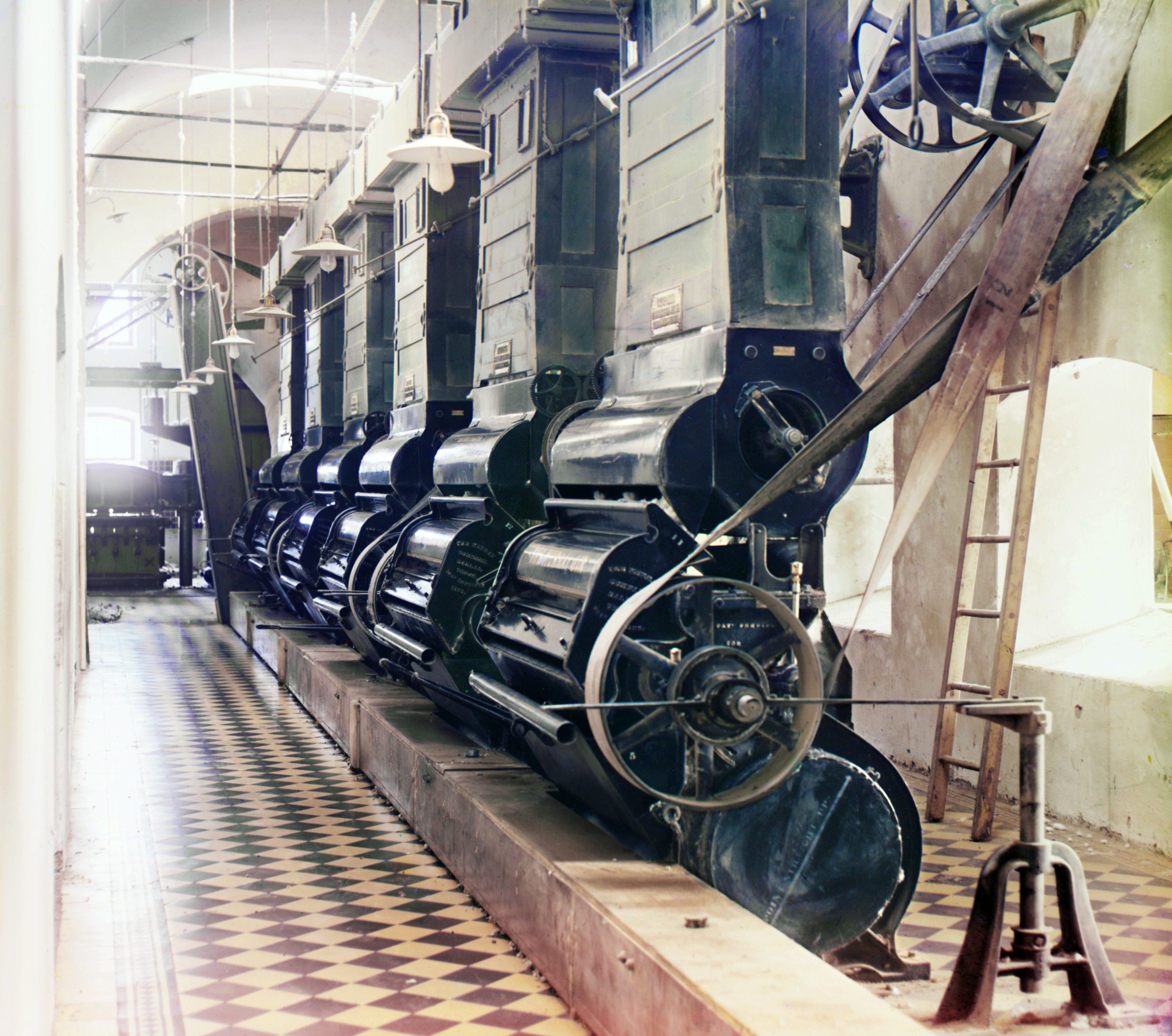
Sergei Prokudin-Gorskii, usine textile de coton, égréneuse(?) Tachkent, vers 1910.

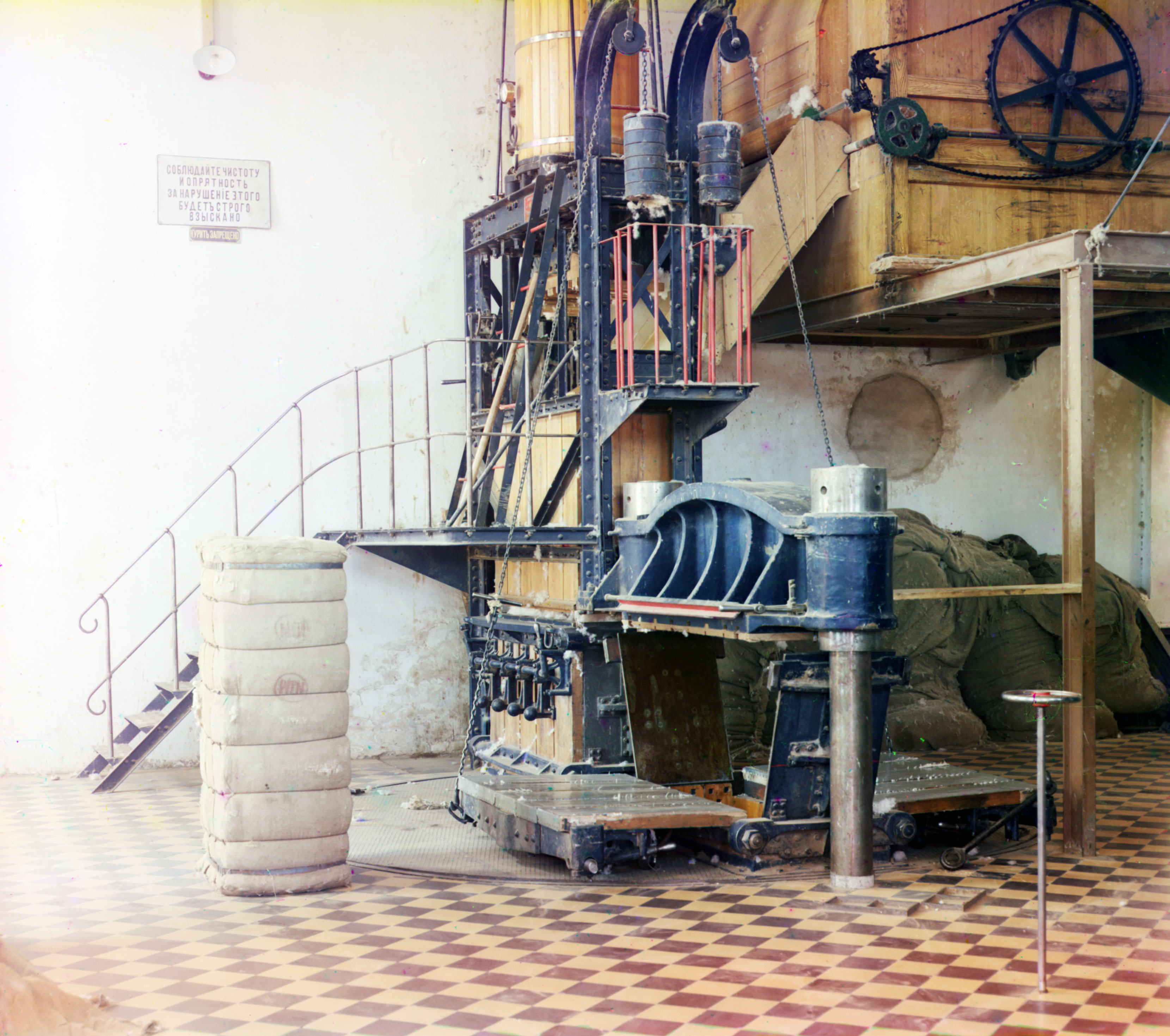
Sergei Prokudin-Gorskii, Compactage des balles de coton finis, Murghab (Tadjikistan), vers 1910.

Au milieu du XIXe siècle, l’Asie centrale se trouve prise en étau entre deux empires, la Russie au nord et la Grande-Bretagne au sud. Par un oukaze de juillet 1867, le tsar Alexandre II (1818-1881) décida de rassembler tous les territoires conquis par la Russie en Asie centrale en une seule entité, le gouvernement du « Turkestan russe ».
La Russie a dû réduire considérablement sa production de textiles en coton pendant la guerre de Sécession américaine et trouver de nouveaux fournisseurs: grâce aux cotons d'Asie centrale, l'essor des industries textiles russes reprend vers 1865.
Dès 1860, la Russie avait commencé dans le Turkestan une politique d'expansion, avec en perspective de développer la culture du coton dans la vallée de Ferghana, une vaste plaine de 300 km de long sur 170 de large, située sur l’ancienne route de la soie, et lieu et un passage et d’échanges entre civilisations, dans lequel passera la ligne Samarkand-Andizan-Tachkent.
Kokand, qui avait été la ville de Gengis Khan et Tamerlan, devient le plus important marché en gros de coton d'Asie centrale et le centre financier de cette vallée turcophone, après qu'en 1876, le général Mikhaïl Skobelev déclare l'annexion du khanat de Kokand au Turkestan russe.
Les commandes militaires de ce qui devient la dixième guerre russo-turque, en 1877-1878, s'ajoutent à hausse de la consommation textile dans les campagnes, entamée lors de la décennie précédente : la consommation moyenne annuelle en tissus de coton par personne en Russie double en vingt ans, entre la période 1856-1860 et la période 1876-1880.
Les cultivateurs de la vallée de Ferghana, dans l'actuel Ouzbékistan turcophone, vont utiliser dès la deuxième partie du XIXe siècle la variété du Sea Island cotton, appelée aussi coton Jumel. Parmi les grands marchés cotonniers d'alors, Kachgar, au débouché oriental de la vallée de Ferghana et de celle du Zarafchan.
Grâce à l'irrigation, la vallée de Ferghana deviendra l'une des grandes régions productrices et exportatrices de coton. Cependant, l'été, l'Ouzbékistan se plaint de ne pas recevoir assez d'eau pour son coton, alors que le Kirghizistan voisin a développé au siècle suivant l'énergie hydraulique en amont. À partir des années 1960, l'intense effort de production est à l'origine de l'attention extrême portée à cette région de l'Union soviétique, jugée comme l'un des facteurs de la guerre d'Afghanistan dans un périmètre peu éloigné, dont Iouri Andropov fut l'un des promoteurs les plus fervents. Ce développement s'accompagne de problèmes de corruption qui débouchent sur l'affaire du coton ouzbek de 1983.

### Multiplication des marchés à terme américains

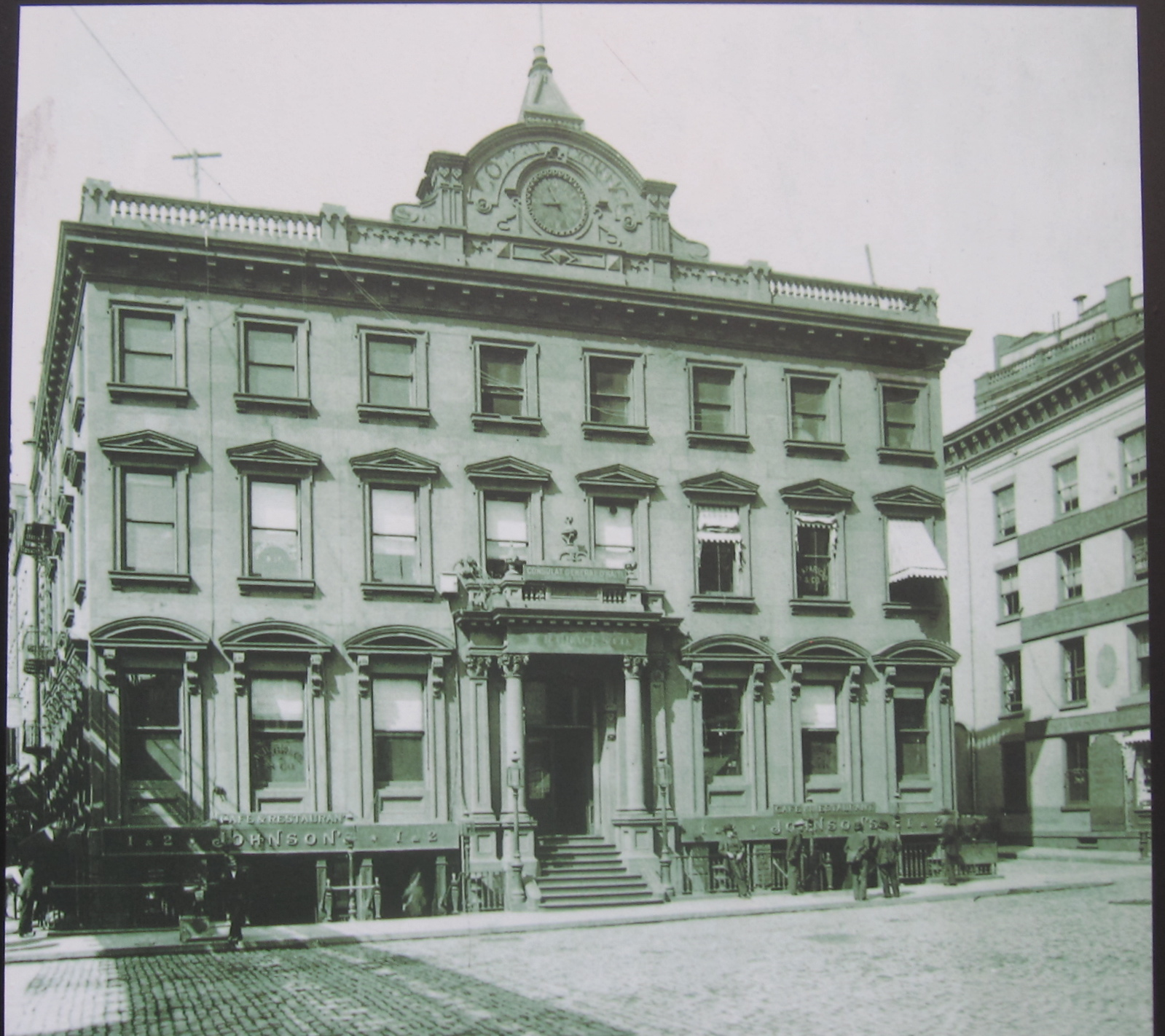
Le vieux bâtiment du "New York Cotton Exchange" au 1 Hanover Square, à New York. Une version antérieure du bâtiment se trouvait à l'angle des Castor et William, conçu par George B. Post en 1885.

Parmi les conséquences de la guerre de Sécession, qui déclenche la pénurie et la flambée des cours, la multiplication des marchés à terme, qui s'installent dans des bâtiments somptueux dans plusieurs grandes villes américaines. Les importateurs s'en servent pour sécuriser leur cours d'approvisionnement et les négociants pour se couvrir, tandis que les producteurs y trouvent une plus grande souplesse dans la gestion de leur récolte. Ces marchés à terme sont aussi un moyen de faire circuler l'information, alors que l'usage du télégraphe se répand et que le précédent de la panique de 1837 avait mis au grand jour une pénurie d'informations pour les producteurs de coton du sud des États-Unis, qui ont mis du temps à réagir à la crise financière en Angleterre, dont la surproduction américaine était pourtant l'un des facteurs.
Les négociants européens jugent eux aussi plus sécurisant de passer au marché à terme
. C'est tout d'abord le marché à terme du coton de Londres en 1864, plusieurs années avant ceux créés aux États-Unis et dans le port du Havre.
Le New York Cotton Exchange, marché à terme sur le coton, a été fondé dans la ville éponyme par un groupe de cent marchands de coton en 1870. Le New Orleans Cotton Exchange a dans la foulée été créé en Louisiane, en 1871 comme un forum centralisé pour le commerce du coton. La Bourse du Coton de Memphis a trois ans plus tard été fondée en 1874, dans le sillage de la croissance du marché du coton à Memphis, dans le Tennessee.
La création de la Bourse du coton de Brème en 1872 contribue à l'industrialisation et le développement du commerce du coton aussi en Europe. Le Conseil Supérieur de l'Industrie et du Commerce belge avait constaté dès 1862 que "le commerce total de Brême avec les États-Unis représente plus de 109 millions de francs belges par an" et que pour le coton, le tabac, le café, Brème tend de plus en plus à devenir l'entrepôt du commerce du Nord avec les pays d'outre-mer. Un an avant Brème, le marché à terme du coton lancé en 1871 dans la Bourse de commerce du Havre.

## Loi Méline
Très lié aux filateurs vosgiens, l'avocat Jules Méline, qui a participé en 1861 à la fondation de l'hebdomadaire Le Travail avec le jeune Clemenceau, est le fondateur du Syndicat général de l'industrie cotonnière française.
Ex ministre de l'Agriculture (1883-1885) il réussit à unir les agrariens et les industriels, tout particulièrement ceux du textile, qui dénonçaient depuis longtemps la concurrence britannique, avec pour principal défenseur Augustin Pouyer-Quertier, filateur normand, qui en 1862, participa à la création d'une compagnie française qu'il préside, au capital de 25 millions de francs, pour entreprendre la culture du coton en Algérie, et qui joua un rôle dans l'histoire de la culture du coton en Algérie.
Habilement, Jules Méline conjugua les deux types d'intérêts. Le mélinisme s'oppose en ce sens au saint-simonisme, accusé de vouloir "tout par l'industrie", et obtient les « tarifs Méline » de janvier 1892, visant à protéger l'agriculture française de la concurrence internationale, mais aussi l'industrie cotonnière, pour en finir avec la politique de libre-échange du Second Empire.

## Développement de l'industrie textile asiatique à la fin duXIXesiècle- milieuXXesiècle
À partir de la fin du XIXe siècle, le développement de l'industrie textile asiatique, dans les Indes Britanniques et au Japon, combiné à la poursuite de l'expansion des filages et tissages dans l'industrie européenne, provoque une forte hausse du prix du coton, surtout à la veille de la Première Guerre mondiale. Ensuite, sur la période 1919-1931, la production cotonnière mondiale a été découragée par les prix moins bien orientés.
Après l'indépendance du Pakistan en 1947, qui le sépare de l'Inde, une divergence très forte entre les deux parties du pays émerge: les gens de l'Ouest s'allient aux musulmans du Bengale pour développer l'agriculture. La culture du maïs est concurrencée sur certaines terres par celle du coton, avec de nouvelles techniques agricoles pour augmenter les rendements, sur des terres à l'abri de la Mousson. À la même époque, le manque de devises fortes, comme le dollar ou la livre sterling, amenait vers 1950 les industriels textiles de la métropole lilloise à se procurer leur matière première au Pakistan à des prix bien plus élevés qu'aux États-Unis.
La production de coton du Pakistan occidental a dans la foulée enregistré une multiplication par 18, passant en vingt ans de 350 millions de yards en 1947-1948, à 6 836 millions dans les années 1967-1968. Sur la même période, la production au Pakistan oriental a stagné à 550 millions de yards. Le Pakistan entre ainsi dans le club des cinq premiers pays producteurs mondiaux, avec la Chine, les États-Unis, l'Ouzbékistan, et l'Inde, qui concentrent à eux quatre 73,4 % de l'offre mondiale dès 1994, la Chine pesant à elle seule environ le quart de la production mondiale

## XXesiècle-débutXXIesiècle
La production mondiale de coton a augmenté de 134 % entre 1961 et 2009, en quarante-huit ans, pour atteindre 64 millions de tonnes, soit une nette accélération par rapport à la première moitié du siècle.
La surface mondiale plantée de cotonniers est restée quasi stable, passant de 31 857 883 hectares en 1961 à 31 167 052 en 2009, soit une petite baisse de 2,16 %. L’Asie se positionne largement en tête, avec 48 millions de tonnes de coton en 2009, soit 75,14 % de la production mondiale. La Chine s’affirme comme l’aire productive majeure en produisant 23 millions de tonnes en 2009 (35,93 % de la production planétaire) et grâce à un rendement supérieur à 40 quintaux par hectare. 
Handicapée par des rendements moyens de 10 à 15 quintaux par hectare, l’Asie du Sud procède à la deuxième récolte asiatique de coton en termes de volume : 17 912 559 tonnes, c’est-à-dire 27,98 % de la production mondiale. 
Le cotonnier a une aire de culture étendue aux milieux géographiques tropicaux ou subtropicaux, mais une pluviométrie supérieure à 700 mm/an s’avère indispensable pour se prémunir d’une baisse du rendement et de la qualité du coton, faisant de l’irrigation un point de passage obligé pour garantir la pérennité de sa culture et de son intensification, de ce fait la récolte demeure plus limitée en Asie centrale et en Asie occidentale, qui engrangent respectivement 6,88 % et 3,88 % de la production planétaire.

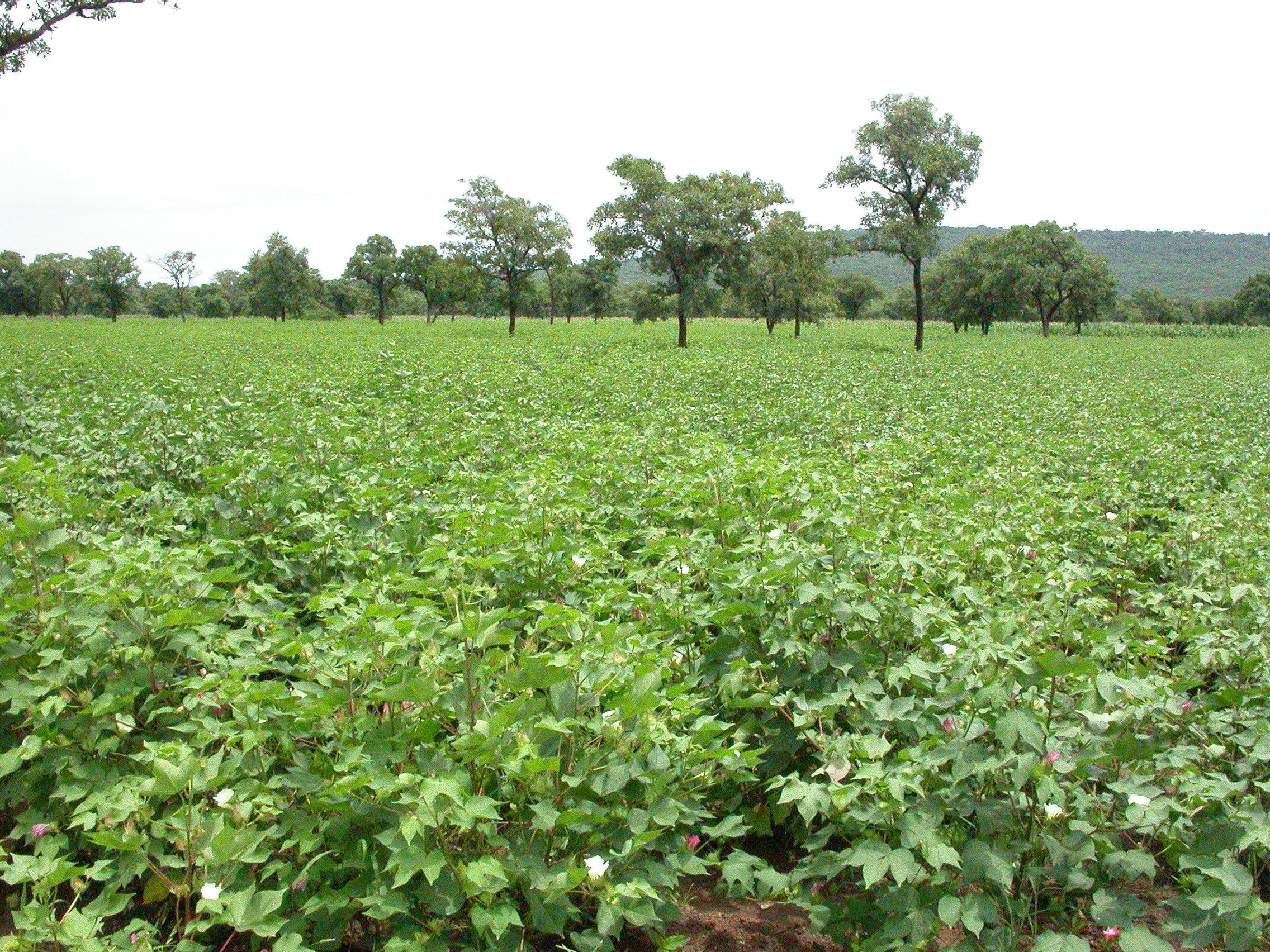
Champ de coton dans le nord du Bénin (2004).

En Afrique, le coton a été très tôt l'un des piliers du système de l’assolement triennal utilisé par les exploitations paysannes, dans un but limité : satisfaire aux besoins domestiques pour l'habillement. Il s'est transformé en culture de rente lors de la colonisation, avec des tentatives ratées de développer cette culture lors de la forte croissance économique mondiale des années 1850.

### Les colonies anglaises de l'Ouganda et du Nigeria
En 1903, les Anglais établissent au Nigeria la British Cotton Growers Association (BCGA): les fabricants de textiles ont incité les colonies à fournir des matières premières pour les usines britanniques.
En Ouganda, le coton a été la récolte de choix, également en raison de la pression de la British Cotton Growing Association. Les missionnaires se sont joints à l'effort en lançant la Société de l'Ouganda (gérée par un ancien missionnaire) pour promouvoir la plantation de coton et acheter et transporter le produit.
Le royaume du Buganda, avec son emplacement stratégique au bord du lac, a récolté les bénéfices de la culture du coton. Les avantages de cette récolte ont été rapidement reconnus par les chefs de Baganda qui avaient récemment acquis des propriétés de propriété mesurés en milles carrés. Entre 1905 et 1915, la culture du coton a connu une expansion rapide, portée par les facilités de transport le long des berges du lac Victoria. Cette croissance a apporté des recettes fiscales et permis ainsi d'assumer les coûts de fonctionnement de la ligne de Chemin de fer La Grande-Bretagne a pu mettre fin à sa subvention de l'administration coloniale en Ouganda, tandis qu'au Kenya, les colons blancs avaient besoin de subventions continues par le gouvernement d'origine.
| Années                              | 1905 | 1906 | 1907   | 1908   | 1915    |
| Coton exporté (valeur, en sterling) | 200  | 1000 | 11.000 | 52.000 | 395.000 |

### Oubangui-Chari et Tchad
L’Afrique-Équatoriale française (AEF), créé en 1910 par les Français, ne s'intéresse au coton à partir de 1928, en Oubangui-Chari et au Tchad, une zone dans laquelle quatre sociétés françaises privées se répartissent la production dans les années 1830 : Cameroun, Tchad et République centrafricaine, forment à eux trois un grand bassin cotonnier qui partage les infrastructures de transport et restera le plus important d'Afrique de l'Ouest jusque dans les années 1970, avec 42 % des cultures, devant le Nigeria (38 %). L'administration française met aussi en place dans les années 1930 l’Office du Niger au Mali.
Les pouvoirs publics français sont intervenus après la Deuxième Guerre mondiale, l’initiative privée étant découragée par une longue période baissière du prix international du coton, avant la guerre puis par la chute des cours de 1951 à 1973. Créée en 1949, la Compagnie française pour le développement des textiles (CFDT) a pour mission d’organiser les cultures en mutualisant les connaissances, les achats de matériels et d'engrais. Sa direction régionale fut installée en 1949 à Bobo-Dioulasso, en Haute-Volta.
Une quinzaine d’années après les indépendance de 1960, la plupart des pays transformèrent ses filiales en sociétés cotonnières, sur le modèle de sociétés d’économie mixte où la CFDT restait actionnaire : la Sodecoton au Cameroun, la Compagnie ivoirienne pour le développement des textiles (CIDT) en Côte d'Ivoire, la Compagnie malienne pour le développement du textile au Mali, la CotonTchad au Tchad, la Société centrafricaine de développement agricole (Socada) en République centrafricaine, la Société togolaise du coton (Sotoco) au Togo, la Sodefitex au Sénégal, la Société nationale pour la promotion agricole (Sonapra) au Bénin et la Société burkinabè des fibres textiles (Sofitex) en Haute-Volta.
De 100 000 tonnes de coton-graine en 1950, la production de coton s’est rapidement développée dans la zone franc, pour atteindre 500 000 tonnes en 1980, soit cinq fois plus, puis 2,6 millions de tonnes en 2004. À lui seul, le Burkina Faso représentent près d'un quart du total. La période de plus forte croissance est la décennie 1990, marquée par la dévaluation du franc CFA, qui voit doubler la production africaine.
La production de coton de la zone franc, en tonnes (sources : CFDT/Dagris)
| Année      | 1950    | 1960    | 1980        | 1990      | 2000       | 2004         | 2008        |
| Production | 100 000 | 200 000 | 1/2 million | 1 million | 2 millions | 2,6 millions | 1,3 million |

L’Afrique de l’Ouest et du Centre devient ainsi le deuxième exportateur mondial de fibre de coton derrière les États-Unis, grâce à une productivité multipliée par quatre entre 1960 et 1985, passant d’environ 100 kilos à plus de 400 kilos de fibres à l’hectare, soit 25 % au-dessus de la moyenne mondiale (319 kilos de fibre par hectare), selon Pierre Henri Texier, ex-directeur industriel de la Compagnie française pour le développement des textiles.

### Négociants égyptiens à Genève
Avant la Seconde guerre mondiale, la Suisse comptait des entreprises de commerce florissantes, comme Volkart (coton, café, produits coloniaux), André (grains) ou la Société de commerce bâloise (palme, cacao), liée aux églises protestantes Après la guerre, elles ont peu à peu disparu et les négociants égytpiens en coton ont investi la place. En 1941, le port d'Alexandrie est menacé par l’avancée des troupes allemandes de l’Afrika Korp. Des tensions séparent les musulmans, dont certains sont pro-Allemands, et les juifs qui soutiennent le pouvoir colonial britannique. Puis en 1952, le roi d’Egypte Farouk est renversé par une junte militaire nationaliste menée par Mohammed Naguib et Gamal Abdel Nasser.
Après son accession au pouvoir, le colonel Nasser fait séquestrer les biens de ceux qu’il soupçonne de collusion avec les anciennes puissances coloniales ou avec Israël: maisons, meubles, comptes en banques, usines de coton. De 1952 à 1962 environ, quelque 100 000 juifs et étrangers doivent quitter Alexandrie.
Etablies par dizaines à Genève et Lausanne les familles de négociants juifs en coton y apportent de précieux contacts chez les producteurs et une expérience familiale des marchés de matières premières. Picciotto, Moreno, Mustaki, Schinasi ou Argi à Lausanne; Ephrati, Levy, Benzakein, Harari ou Gaon à Genève: ces familles vont contribuer au décollage du négoce de matières premières, qui pèse en 2017 presque 4 % du PIB suisse et emploie 30 000 personnes, dont au moins 6000 à Genève, selon l’organisation professionnelle STSA. Les négociants en matières premières sont les premiers contributeurs fiscaux du canton de Genève, selon un rapport du Conseil fédéral suisse du 2 décembre.
En 1956, deux colosses américains, Cargill (commerce de céréales) et Philipp Brothers (métaux), s’implantent à Genève et Zoug. Au même moment, chassée par la crise de Suez, la diaspora des cotonniers d’Egypte prend pied en Suisse. Raymond de Picciotto fonde "La Commerciale SA" avec deux beaux-frères et Edmond Moreno, réfugié d’Alexandrie fonde Silver International à Lausanne. Une grande partie de ces firmes de négoce n’existe plus, mais certaines subsistent, à l’image de Cogetex (Carouge), ou des lausannoises Codefine, créée en 1959 par Ibram Schinasi, et Unitrac, fondée en 1961 par Maurice Argi. 
Les exilés fondent aussi le «Journal Suisse d’Egypte et du Proche Orient», rédigé et imprimé sur place. Leur arrivée a donné un effet de masse à la place de négoce helvétique et renforcé son pouvoir d’attraction, lui permettant de devenir incontournable. Les banquiers de Paribas décident dans les années 1970 de développer leur activité de crédits aux négociants depuis Genève, et vont d’abord sonner à la porte des cotonniers égyptiens.

### Réformes des années 1990 en Ouzbékistan et en Afrique
L'Ouzbékistan a fait le choix à l’époque soviétique de miser sur le développement de la culture du coton par une approche technicienne, ce qui rapporte d’indispensables devises au budget du pays. L'organisme public de collecte de la récolte nationale d'Ouzbékistan (Uzpakhtasanoat) vend des balles de coton sur le marché international, où il pèse de plus en plus grâce à la progression des récoltes, permise par l'irrigation. Mais face au mécontentement populaire exprimé dans les campagnes et aux critiques formulées par les organismes internationaux, dans les années 1990, le gouvernement ouzbek diminue la part de la récolte devant être cédée aux institutions étatiques et en augmente le prix d’achat. 
un train de réformes libérales programme la privatisation du marché des intrants agricoles, en acceptant l’activité de négociants privés sur le marché du coton et en autorisant l’apparition de coentreprises dans le secteur textile. En 1995, l’entreprise suisse Sethos AG en forme une avec Makhalli Sanoat, entreprise ouzbek dépendant étroitement du Ministère de l’Industrie. Le groupe Dagris décide un partenariat dans le cadre de la constitution de deux autres coentreprises : Bukhara Seed Company et Mirishkor.
Les compagnies nationales cotonnières d’Afrique subsaharienne subissent aussi des privatisations, d’autant qu’elles ont perdu leur allié traditionnel français, la Compagnie française pour le développement des fibres textiles (CFDT), rebaptisée ensuite Dagris (Développement des Agro-Industries du Sud). Dagris avait pour mission la vulgarisation agronomique par le biais du Cirad, centre de recherche en agriculture tropicale, mais aussi stimulation de l’industrialisation avec l’édification d’unités d’égrenage et d’huileries, et surtout commercialisation du coton à un prix rémunérateur pour les paysans africains grâce à sa filiale de négoce Copaco. 
En 2004-2006, Dagris était en appui technique à Max Havelaar France pour la mise au point de normes et de filière pour le coton équitable en Afrique francophone. Malgré les demandes répétées des dirigeants africains pour un rachat de cette entreprise publique par les États africains intéressés, le consortium privé Géocoton va reprendre Dagris pour 25 millions d’euros en 2008.

## XXIesiècle
La production mondiale de coton était d'environ 106 millions de balles en 2016, comparé à un volume de production de 87 millions de balles au début des années 1990, soit une progression de 24 % en seulement deux décennies. Le décollage s'est principalement produit entre 2002 et 2004.
En 2003-2004, Monsanto commercialise alors une nouvelle variété de coton Bt, le Bollgard II. L’entreprise européenne Syngenta fonde ses espoirs sur une technologie voisine, basée sur une protéine végétale insecticide, qui génère la sécrétion d’une exotoxine au sein de toute la plante, qui élimine les larves l’ingérant. La commercialisation du coton VIP débute en 2004-2005. L'allemand Bayer propose une variété nommée "Liberty Link" présentant une tolérance renforcée aux herbicides.
Les cotons issus des biotechnologies se diffusent rapidement, jusqu'à occuper 21 % de la surface cotonnière mondiale en 2003, soit 6,6 millions d’hectares, puis 38 % en 2004, ce qui représente 13,4 millions d’hectares. Cette biotechnologie est la plus répandue chez les producteurs comme l’Argentine, l’Australie et la Chine: ils lui consacrent plus de 60 % des surfaces cultivées, ainsi que les États-Unis avec plus de 70 % des superficies cotonnières.

### Poids des 4 grandes firmes de négoce privé
Au début du XXIe siècle, les flux marchands de coton restent sous le contrôle des quatre principales grandes maisons privées de négoce: Cargill, Dunavant, Louis-Dreyfus et Reinhart, fondées entre le XIXe siècle et le premier quart du XXe siècle, en Europe de l’Ouest ou aux États-Unis, dans le cadre d’un capitalisme familial, qui a bénéficié du décollage industriel de l’Occident et de la mise en place des empires coloniaux. Les révolutions successives intervenues dans le domaine des transports et des télécommunications leur ont permis d'étendre leur contrôle sur une longue distance.

### OGM et «révolution verte» en Inde
En Inde, le rendement moyen à l'hectare n'a cessé de progresser depuis 1950, passant de 99 kg/ha à 302 kg/ha en 2002, date d'introduction du coton Bt, puis à 554 kg/ha en 2007-2008, dans le cadre d'une « révolution verte ». Pariant sur les OGM, de nombreux agriculteurs indiens se sont tournés vers le coton Brutus, un OGM produisant son propre insecticide. 
Ensuite, jusqu'en 2012, date d'un moratoire sur les autorisations de produits transgéniques, l'offre de coton indien subit au contraire une baisse moyenne supérieure à 10 %, avec un rendement moyen régressant à 493 kg/ha. Les OGM sont alors fortement contestés par certains syndicats et mouvements sociaux, avec comme figure de proue du mouvement Vandanda Shiva, très impliquée dans les luttes alter-mondialistes. 
Le 18 juillet 2005, le Premier ministre Manmohan Singh annonçait aux côtés du président George W. Bush la signature d'un accord de partenariat agricole, le U.S.–India Agricultural Knowledge Initiative (AKI), Washington prévoyant d'injecter 8 millions de dollars dans le programme en 2006. Le conseil d'administration comprend, du côté américain, le Département de l'Agriculture, le Chicago Council on Foreign Relations (en), la National Association of State Universities and Land-Grant Colleges (en), la faculté d'agronomie de l'Ohio State University, ainsi que trois multinationales américaines, l'Archer Daniels Midland Company (agro-alimentaire), Monsanto (OGM et pesticides) et Wall-Mart (grande distribution). En 2008, l'AKI annonçait ainsi un programme de recherche OGM sur le pois d'Angole . Mais l'introduction, par la suite, d'une aubergine OGM par Monsanto fut un échec et avorta, le gouvernement indien refusant son autorisation[réf. nécessaire].
En 2010, Monsanto annonçait l'inefficacité du coton Bt Bollgard I (MON 531) modifié pour résister à une chenille (le Pectinophora gossypiella) en raison de l'émergence importante de résistances à cet insecticide intégré à la plante chez les ravageurs, en particulier dans l'État du Gujarat. De plus, l'utilisation de la variété Bt aurait permis le développement de nouveaux ravageurs jusqu'ici inconnus, « entraînant des pertes économiques importantes ».
Jusqu'en mars 2010, Monsanto affirmait qu'« il n y avait jamais eu de cas avéré de baisse des rendements de cultures de coton Bt ou de céréales Bt attribuable à la résistance d’un insecte », avant de publier en mai 2010 les résultats d'une étude montrant une baisse de sensibilité du papillon à la variété Bollgard I dans la région de Gujarat. Dans ce communiqué, Monsanto ne donne pas d'information sur les conséquences sur le rendement des cultures,.

### Évolution des grands producteurs mondiaux sur la décennie 2010

#### Leaders mondiaux
L'évolution des grands producteurs mondiaux sur la décennie 2010 reste dominée par un trio de tête, composé des États-Unis, de la Chine et de l'Inde, selon les statistiques compilées par Arcadia, déclinaison africaine du Rapport Cyclope. Pakistan, Brésil et Ouzbékistan suivent, dans l'ordre.
| Production mondiale en millions de tonnes | 2014 | 2015 | 2016 (estimé) |
| Monde                                     | 26,2 | 25,9 | 21,1          |
| Chine                                     | 7,13 | 6,53 | 4,79          |
| Inde                                      | 6,75 | 6,42 | 5,75          |
| États-Unis                                | 2,81 | 3,55 | 2,81          |

Aux États-Unis, les États du Sud de l'ex « ceinture de coton », récoltent habituellement les plus grandes quantités de coton. Les surfaces rurales de cette région sont maintenant principalement utilisées pour la culture du maïs, du soja et du blé. Malgré ce déclin de long terme des surfaces cultivées, les États-Unis ont réussi à atteindre près de 17 millions de balles de coton en 2016, ce qui représente une augmentation de plus de 4 millions de balles comparé à l'année 2015, ce qui permet au pays d'être également, avec 9,5 millions de balles exportées en 2015/2016, soit plus de la moitié de ses récoltes, le premier exportateur de coton au niveau mondial, suivi par l'Inde et le Brésil.
En 2022, la sécheresse que subit la filière aux États-Unis combinée à la hausse du coût des intrants dû à la guerre en Ukraine font augmenter les prix du coton à leur plus haut niveau depuis une dizaine d'années.

#### Leaders d'Afrique de l'Ouest

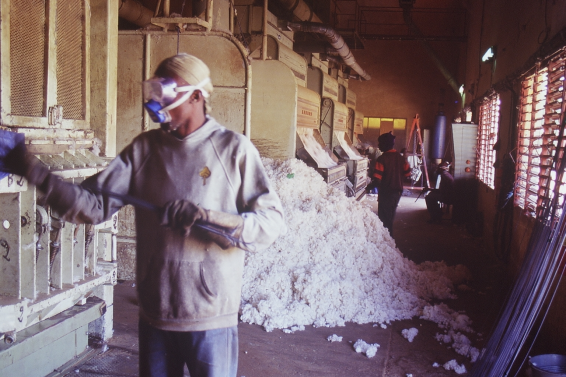
Usine de coton de la Compagnie malienne pour le développement du textile.

Après des années de déclin, la filière coton dans la plupart des pays producteurs du continent semble reprendre de la vigueur, avec d'excellentes récoltes, même si sur le marché mondial, le cours de la livre de la fibre était en 2015 autour de 0,70 dollar reste relativement bas comparé au pic des 2 dollars la livre qu’il avait atteint en 2011. Au Burkina Faso et au Mali, les deux premiers producteurs du continent mais aussi en Côte d’Ivoire ou encore au Bénin, leurs suivant, la production de coton est en forte hausse. Au cours de la décennie 2010, l'évolution des grands producteurs de coton d'Afrique de l'Ouest reste très fluctuante, avec sept pays se partageant les premiers rôles.
| Production en millions de tonnes | 2014 | 2015 | 2016 (estimé) |
| Burkina Faso                     | 0,27 | 0,29 | 0,24          |
| Mali                             | 0,19 | 0,23 | 0,21          |
| Côte d'Ivoire                    | 0,17 | 0,19 | 0,13          |
| Bénin                            | 0,13 | 0,16 | 0,11          |
| Cameroun                         | 0,11 | 0,12 | 0,11          |
| Tchad                            | 0,03 | 0,06 | 0,03          |
| Togo                             | 0,03 | 0,05 | 0,03          |

#### Leaders d'Afrique de l'est, du sud et du nord
Au cours de la décennie 2010, l'évolution des grands producteurs de coton d'Afrique de l'est est elle aussi très fluctuante, avec six pays se partageant les premiers rôles, mais des tonnages beaucoup moins élevés que dans la partie occidentale du continent.
| Production en millions de tonnes | 2014 | 2015 | 2016 (estimé) |
| Ouganda                          | 0,2  | 0,2  | 0,2           |
| Malawi                           | 0,4  | 0,4  | 0,3           |
| Mozambique                       | 0,3  | 0,3  | 0,2           |
| Tanzanie                         | 0,8  | 0,7  | 0,6           |
| Zambie                           | 0,4  | 0,5  | 0,5           |
| Zimbabwé                         | 0,06 | 0,04 | 0,01          |
| Afrique du Sud                   | 0,01 | 0,02 | 0,01          |
| Égypte                           | 0,09 | 0,11 | 0,07          |

## Évolution historique des grands exportateurs
Les principaux exportateurs de coton brut vers l'Europe (en %)
| Année            | 1790 | 1859 | 1910 |
| États-Unis       | 0    | 75   | 62,2 |
| Inde britannique | 0    | 17,5 | 17,4 |
| Antilles         | 70   | 0    | 0    |
| Égypte           | 0    | 3,5  | 7,4  |
| Empire russe     | 0    | 0    | 4,3  |
| Brésil           | 8    | 3,3  | 1,9  |
| Chine            | 0    | 0    | 3,4  |

## Grandes flambées des cours dans l'histoire
- 1793 : révolte noire à Saint-Domingue : conséquence, l'invention d'Eli Whitney
- 1803 : victoire de la révolte noire contre l'expédition de Saint-Domingue
- 1807 : émigration au Brésil de la famille royale portugaise, les français privé de coton brésilien : conséquence, expansion cotonnière en Louisiane.
- 1815 à 1817 : défaite de Napoléon Bonaparte, fin du blocus continental par les Anglais : conséquence, expansion cotonnière en Égypte et en Alabama.
- Années 1830 : expansion spéculative dans le Mississippi, qui débouche sur la Panique de 1837
- 1853 : expansion monétaire mondiale après la ruée vers l'or australienne : conséquence, expansion cotonnière anglaise réussie en Inde et française en Algérie, ratée au Sénégal et au Kansas.
- 1861 : guerre de Sécession américaine: conséquence, expansion cotonnière russe en Asie centrale
- 1914 à 1919: Première Guerre mondiale[22]
- 1939 à 1951 : Deuxième Guerre mondiale[124]: conséquence, expansion cotonnière en Afrique sahélienne et au Pakistan
- 1994 : forte reprise économique mondiale et défaillance sur le coton ouzbekh

## Les grandes périodes de l'économie mondiale
- La très forte croissance mondiale des années 1830 interrompue par la Panique de 1837.
- La très forte croissance mondiale des années 1850, interrompue par le Krach de 1857.
- La longue dépression 1873 à 1896 dans le sillage de la Crise bancaire de mai 1873.
- La forte croissance mondiale des années 1900, interrompue par la Première Guerre mondiale.
- La très forte croissance mondiale des années 1920, interrompue par le Krach de 1929.
- Grande dépression des années 1930 dans le sillage du Krach de 1929.
- La forte croissance mondiale des années 1945 à 1974, interrompue par le Premier choc pétrolier.